# I liga polska w piłce nożnej (2014/2015)/Wyniki spotkań

## Runda jesienna (1 sierpnia – 30 listopada)
Źródło:
Źródło 2:

### 1. kolejka (1 sierpnia – 3 sierpnia)
| 1 sierpnia 2014 16:00 | Zagłębie Lubin · Błąd 27' · Kwiek 68' | 2:0(1:0)Raport | Flota Świnoujście | Stadion Zagłębia, Lubin Widzów: (bez udziału publiczności) Sędzia: Paweł Pskit (Łódź) |
|                       |                                       |                |                   |                                                                                       |

| 1 sierpnia 2014 19:00 | Sandecja Nowy Sącz · Nather 31' (k.) | 1:1(1:1)Raport | GKS Tychy · 36' (k.) Kowalczyk | Stadion im. Ojca Władysława Augustynka, Nowy Sącz Widzów: 1100 Sędzia: Sebastian Tarnowski (Wrocław) |
|                       |                                      |                |                                | |

| 2 sierpnia 2014 14:45 | GKS Katowice · Kujawa 15' · Goncerz 90+2' (k.) | 2:1(1:0)Raport | Widzew Łódź · 83' Augustyniak | Stadion GKS, Katowice Widzów: 3440 Sędzia: Marek Opaliński (Legnica) |
|                       |                                                |                |                               |                                                                      |

| 2 sierpnia 2014 17:00 | Bytovia Bytów · Surdykowski 34' · Bąk 59' · Hirsz 70' | 3:2(1:1)Raport | Wisła Płock · 12' Janus · 57' Burkhardt | Stadion MOSiR, Bytów Widzów: 1300 Sędzia: Adam Lyczmański (Bydgoszcz) |
|                       |                                                       |                |                                         |                                                                       |

| 2 sierpnia 2014 17:30 | Olimpia Grudziądz · Rogalski 30' · Kaczmarek 33' · Aleksander 36' · Rogalski 50' | 4:2(3:1)Raport | Miedź Legnica · 22' Łobodziński · 69' Woźniczka | Stadion Miejski, Grudziądz Widzów: 2000 Sędzia: Artur Aluszyk (Szczecin) |
|                       |                                                                                  |                |                                                 |                                                                          |

| 2 sierpnia 2014 19:00 | Chrobry Głogów | 0:6(0:4)Raport | Termalica Bruk-Bet Nieciecza · 11', 16' Foszmańczyk · 18', 58' Kaczmarczyk · 45' Smuczyński · 84' Paluchowski | Stadion Chrobry, Głogów Widzów: 2200 Sędzia: Sebastian Jarzębak (Bytom) |
|                       |                |                | |                                                                         |

| 3 sierpnia 2014 12:15 | Dolcan Ząbki | 0:0(0:0)Raport | Arka Gdynia | Stadion Dolcanu, Ząbki Widzów: 783 Sędzia: Zbigniew Dobrynin (Łódź) |
|                       |              |                |             |                                                                     |

| 3 sierpnia 2014 12:30 | Wigry Suwałki · Żebrowski 44' | 1:1(1:1)Raport | Stomil Olsztyn · 36' Meschia | Stadion Miejski, Suwałki Widzów: 2500 Sędzia: Tomasz Radkiewicz (Łódź) |
|                       |                               |                |                              |                                                                        |

| 3 sierpnia 2014 17:00 | Pogoń Siedlce · Lewandowski 45' · Wójcik 67', 72' · Ciechański 90+4' | 4:1(1:0)Raport | Chojniczanka Chojnice · 80' Rybski | Stadion ROSRRiT, Siedlce Widzów: 2057 Sędzia: Jarosław Rynkiewicz (Zielona Góra) |
|                       |                                                                      |                |                                    |                                                                                  |

### 2. kolejka (8 sierpnia – 10 sierpnia)
| 8 sierpnia 2014 20:00 | Wigry Suwałki · Karankiewicz 6' | 1:1(1:0)Raport | Bytovia Bytów · 83' Surdykowski | Stadion Miejski, Suwałki Widzów: 2500 Sędzia: Dominik Sulikowski (Gdańsk) |
|                       |                                 |                |                                 |                                                                           |

| 9 sierpnia 2014 14:45 | Arka Gdynia · Abbott 62' | 1:1(0:1)Raport | Sandecja Nowy Sącz · 31' Traoré | Stadion GOSiR, Gdynia Widzów: 4296 Sędzia: Łukasz Bednarek (Koszalin) |
|                       |                          |                |                                 |                                                                       |

| 9 sierpnia 2014 17:00 | Stomil Olsztyn · Wełnicki 19' · Łukasik 27' | 2:2(2:1)Raport | GKS Tychy · 16' Mączyński · 65' Kowalczyk | Stadion OSiR, Olsztyn Widzów: 3000 Sędzia: Jacek Małyszek (Lublin) |
|                       |                                             |                |                                           |                                                                    |

| 9 sierpnia 2014 17:00 | Termalica Bruk-Bet Nieciecza · Kaczmarczyk 79' | 1:0(0:0)Raport | Olimpia Grudziądz | Stadion Termalica Bruk-Bet Nieciecza, Nieciecza Widzów: 1000 Sędzia: Dawid Bukowczan (Żywiec) |
|                       |                                                |                |                   |                                                                                               |

| 9 sierpnia 2014 18:00 | Widzew Łódź · Augustyniak 31' | 1:1(1:1)Raport | Dolcan Ząbki · 21' Mikita | Stadion Widzewa, Łódź Widzów: 4900 Sędzia: Marcin Szczerbowicz (Olsztyn) |
|                       |                               |                |                           |                                                                          |

| 9 sierpnia 2014 18:00 | Chojniczanka Chojnice | 0:1(0:0)Raport | Zagłębie Lubin · 52' Błąd | Stadion Miejski Chojniczanka, Chojnice Widzów: 1500 Sędzia: Tomasz Wajda (Żywiec) |
|                       |                       |                |                           |                                                                                   |

| 9 sierpnia 2014 18:00 | Flota Świnoujście · Olszar 19' · Reca 29' | 2:2(2:0)Raport | Chrobry Głogów · 68' Ilków-Gołąb · 85' Michalec | Stadion Miejski, Świnoujście Widzów: 1000 Sędzia: Piotr Idzik (Poznań) |
|                       |                                           |                |                                                 |                                                                        |

| 10 sierpnia 2014 12:15 | Wisła Płock · Burkhardt 37' | 1:1(0:1)Raport | Pogoń Siedlce · 22' Demianiuk | Stadion im. Kazimierza Górskiego, Płock Widzów: 1500 Sędzia: Wojciech Krztoń (Olsztyn) |
|                        |                             |                |                               |                                                                                        |

| 10 sierpnia 2014 12:30 | Miedź Legnica · Feruga 27' · Szczepaniak 33' · Lenkiewicz 57' · Garuch 60' (k.) | 4:2(2:0)Raport | GKS Katowice · 48' Pitry · 50' (k.) Goncerz | Stadion Miejski, Legnica Widzów: 2350 Sędzia: Sebastian Krasny (Kraków) |
|                        |                                                                                 |                |                                             |                                                                         |

### 3. kolejka (16 sierpnia – 17 sierpnia)
| 16 sierpnia 2014 14:45 | Sandecja Nowy Sącz · Grzeszczyk 8', 63' | 2:0(1:0)Raport | Widzew Łódź | Stadion im. Ojca Władysława Augustynka, Nowy Sącz Widzów: 1500 Sędzia: Sebastian Jarzębak (Bytom) |
|                        |                                         |                |             |                                                                                                   |

| 16 sierpnia 2014 17:00 | GKS Tychy · Kowalczyk 59' | 1:2(0:0)Raport | Arka Gdynia · 47' Ława · 86' Łukasiewicz | Stadion Miejski, Jaworzno Widzów: 250 Sędzia: Tomasz Radkiewicz (Łódź) |
|                        |                           |                |                                          |                                                                        |

| 16 sierpnia 2014 17:00 | Dolcan Ząbki · Piesio 45', 90' | 2:0(1:0)Raport | Miedź Legnica | Stadion Dolcanu, Ząbki Widzów: 500 Sędzia: Paweł Dreschel (Gdańsk) |
|                        |                                |                |               |                                                                    |

| 16 sierpnia 2014 17:00 | Olimpia Grudziądz | 0:2(0:2)Raport | Flota Świnoujście · 22' Niewiada · 42' Lisowski | Stadion Miejski, Grudziądz Widzów: 2100 Sędzia: Jacek Małyszek (Lublin) |
|                        |                   |                |                                                 |                                                                         |

| 16 sierpnia 2014 17:00 | Pogoń Siedlce | 0:0(0:0)Raport | Wigry Suwałki | Stadion ROSRRiT, Siedlce Widzów: 2156 Sędzia: Adam Lyczmański (Bydgoszcz) |
|                        |               |                |               |                                                                           |

| 16 sierpnia 2014 19:00 | Chrobry Głogów · Michalec 64' | 1:2(0:2)Raport | Chojniczanka Chojnice · 23' (k.) Pietruszka · 43' Chyła | Stadion Chrobrego, Głogów Widzów: 1600 Sędzia: Piotr Lasyk (Bytom) |
|                        |                               |                |                                                         |                                                                    |

| 17 sierpnia 2014 12:15 | Bytovia Bytów | 0:1(0:1)Raport | Stomil Olsztyn · 77' (k.) Pa. Głowacki | Stadion MOSiR, Bytów Widzów: 1215 Sędzia: Jarosław Rynkiewicz (Zielona Góra) |
|                        |               |                |                                        |                                                                              |

| 17 sierpnia 2014 12:30 | Zagłębie Lubin · Papadopulos 15' | 1:3(1:0)Raport | Wisła Płock · 47' (k.) Janus · 72' Radić · 83' Kacprzycki | Stadion Zagłębia, Lubin Widzów: 3249 Sędzia: Łukasz Bednarek (Koszalin) |
|                        |                                  |                |                                                           |                                                                         |

| 17 sierpnia 2014 12:30 | GKS Katowice · Goncerz 8' | 1:2(1:1)Raport | Termalica Bruk-Bet Nieciecza · 12' (k.) Biskup · 71' Kaczmarczyk | Stadion GKS, Katowice Widzów: 2055 Sędzia: Paweł Pskit (Łódź) |
|                        |                           |                |                                                                  |                                                               |

### 4. kolejka (22 sierpnia – 24 sierpnia)
| 22 sierpnia 2014 17:00 | Chojniczanka Chojnice | 0:1(0:0)Raport | Olimpia Grudziądz · 85' Woźniak | Stadion Miejski, Chojnice Widzów: 1200 Sędzia: Sebastian Krasny (Kraków) |
|                        |                       |                |                                 |                                                                          |

| 22 sierpnia 2014 14:45 | Stomil Olsztyn · Kowalski 23' (sam.) | 1:0(1:0)Raport | Arka Gdynia | Stadion OSiR, Olsztyn Widzów: 4000 Sędzia: Artur Aluszyk (Szczecin) |
|                        |                                      |                |             |                                                                     |

| 23 sierpnia 2014 16:00 | Widzew Łódź · Kozłowski 90' | 1:1(0:1)Raport | GKS Tychy · 21' Kowalczyk | Stadion Widzewa, Łódź Widzów: 4200 Sędzia: Wojciech Krztoń (Olsztyn) |
|                        |                             |                |                           |                                                                      |

| 23 sierpnia 2014 17:00 | Bytovia Bytów | 0:0(0:0)Raport | Pogoń Siedlce | Stadion MOSiR, Bytów Widzów: 800 Sędzia: Zbigniew Dobrynin (Łódź) |
|                        |               |                |               |                                                                   |

| 23 sierpnia 2014 18:00 | Wisła Płock · Janus 18' · Góralski 29' · Krzywicki 73' | 3:1(2:0)Raport | Chrobry Głogów · 55' Michalec | Stadion im. Kazimierza Górskiego, Płock Widzów: 900 Sędzia: Rafał Rokosz (Katowice) |
|                        |                                                        |                |                               |                                                                                     |

| 23 sierpnia 2014 20:00 | Miedź Legnica · Szczepaniak 30' | 1:1(1:0)Raport | Sandecja Nowy Sącz · 65' Szczepański | Stadion Miejski, Legnica Widzów: 2050 Sędzia: Tomasz Wajda (Żywiec) |
|                        |                                 |                |                                      |                                                                     |

| 23 sierpnia 2014 20:00 | Wigry Suwałki · Radzio 1' · Mackiewicz 83' | 2:1(1:0)Raport | Zagłębie Lubin · 59' (k.) Kwiek | Stadion Miejski, Suwałki Widzów: 1500 Sędzia: Marcin Szczerbowicz (Olsztyn) |
|                        |                                            |                |                                 |                                                                             |

| 24 sierpnia 2014 12:15 | Termalica Bruk-Bet Nieciecza · Czerwiński 50' | 1:1(0:1)Raport | Dolcan Ząbki · 5' Matuszek | Stadion Nieciecza, Nieciecza Widzów: 1500 Sędzia: Marek Opaliński (Legnica) |
|                        |                                               |                |                            |                                                                             |

| 24 sierpnia 2014 12:30 | Flota Świnoujście | 0:1(0:0)Raport | GKS Katowice · 90' (sam.) Stasiak | Stadion Miejski, Świnoujście Widzów: 1550 Sędzia: Dominik Sulikowski (Gdańsk) |
|                        |                   |                |                                   |                                                                               |

### 5. kolejka (26 sierpnia – 27 sierpnia)
| 26 sierpnia 2014 18:30 | Arka Gdynia · Nalepa 30' | 1:2(1:1)Raport | Widzew Łódź · 41' Mroziński · 90' Duda | Stadion GOSiR, Gdynia Widzów: 4266 Sędzia: Piotr Lasyk (Bytom) |
|                        |                          |                |                                        |                                                                |

| 27 sierpnia 2014 16:30 | Dolcan Ząbki · Neumann 90' | 1:1(0:0)Raport | Flota Świnoujście · 87' Olszar | Stadion Dolcanu, Ząbki Widzów: 400 Sędzia: Dawid Bukowczan (Żywiec) |
|                        |                            |                |                                |                                                                     |

| 27 sierpnia 2014 17:00 | Pogoń Siedlce · Wójcik 68' | 1:2(0:2)Raport | Stomil Olsztyn · 16' Darmochwał · 43' Kowal | Stadion ROSRRiT, Siedlce Widzów: 1629 Sędzia: Łukasz Szczech (Warszawa) |
|                        |                            |                |                                             |                                                                         |

| 27 sierpnia 2014 17:00 | Olimpia Grudziądz · Piter-Bučko 16' | 1:1(1:0)Raport | Wisła Płock · 69' Magdoń | Stadion Miejski, Grudziądz Widzów: 1900 Sędzia: Wojciech Krztoń (Olsztyn) |
|                        |                                     |                |                          |                                                                           |

| 27 sierpnia 2014 17:00 | GKS Tychy · Trochim 12' · Kowalczyk 22' | 2:1(2:0)Raport | Miedź Legnica · 67' Garuch | Stadion Miejski, Jaworzno Widzów: 200 Sędzia: Piotr Idzik (Poznań) |
|                        |                                         |                |                            |                                                                    |

| 27 sierpnia 2014 19:00 | Chrobry Głogów · Ilków-Gołąb 42' · Hałambiec 65' · Piotrowski 67' | 3:1(1:1)Raport | Wigry Suwałki · 14' Adamek | Stadion Chrobrego, Głogów Widzów: 1600 Sędzia: Sebastian Jarzębak (Bytom) |
|                        |                                                                   |                |                            |                                                                           |

| 27 sierpnia 2014 19:00 | GKS Katowice · Goncerz 16' | 1:1(1:1)Raport | Chojniczanka Chojnice · 42' Siemaszko | Stadion GKS, Katowice Widzów: 1950 Sędzia: Tomasz Radkiewicz (Łódź) |
|                        |                            |                |                                       |                                                                     |

| 27 sierpnia 2014 19:00 | Sandecja Nowy Sącz · Frańczak 70' | 1:3(0:1)Raport | Termalica Bruk-Bet Nieciecza · 32', 54', 83' Drozdowicz | Stadion im. Ojca Władysława Augustynka, Nowy Sącz Widzów: 1000 Sędzia: Paweł Pskit (Łódź) |
|                        |                                   |                |                                                         |                                                                                           |

| 27 sierpnia 2014 19:46 | Zagłębie Lubin · Woźniak 54' · Piątek 59' | 2:2(0:0)Raport | Bytovia Bytów · 69' Pietroń · 79' Piątek | Stadion MOSiR, Bytów Widzów: 2500 Sędzia: Sebastian Krasny (Kraków) |
|                        |                                           |                |                                          |                                                                     |

### 6. kolejka (30 sierpnia – 31 sierpnia)
| 30 sierpnia 2014 14:45 | Wisła Płock | 0:2(0:1)Raport | GKS Katowice · 45', 78' Goncerz | Stadion GOSiR, Gdynia Widzów: 1700 Sędzia: Marek Opaliński (Legnica) |
|                        |             |                |                                 |                                                                      |

| 30 sierpnia 2014 16:00 | Bytovia Bytów · Kryszak 31' | 1:4(1:2)Raport | Chrobry Głogów · 21', 29' Piotrowski · 50', 53' Sędziak | Stadion MOSiR, Bytów Widzów: 900 Sędzia: Łukasz Bednarek (Koszalin) |
|                        |                             |                |                                                         |                                                                     |

| 30 sierpnia 2014 17:00 | Pogoń Siedlce · Grudniewski 55' | 1:2(0:0)Raport | Zagłębie Lubin · 66' Kwiek · 85' Papadopulos] | Stadion ROSRRiT, Siedlce Widzów: 2155 Sędzia: Dominik Sulikowski (Gdańsk) |
|                        |                                 |                |                                               |                                                                           |

| 30 sierpnia 2014 20:00 | Miedź Legnica · Łobodziński 5' · Woźniczka 61' · Szymański 79', 83' | 4:4(1:2)Raport | Arka Gdynia · 7' Łukasiewicz · 13' Lech · 76' Marcjanik · 86' (k.) Calderón | Stadion Miejski, Legnica Widzów: 2000 Sędzia: Marcin Szczerbowicz (Olsztyn) |
|                        |                                                                     |                |                                                                             |                                                                             |

| 31 sierpnia 2014 12:15 | Termalica Bruk-Bet Nieciecza · Foszmańczyk 23' · Biskup 63' | 2:1(1:1)Raport | GKS Tychy · 28' Kowalczyk | Stadion Termalica Bruk-Bet Nieciecza, Nieciecza Widzów: 1350 Sędzia: Mariusz Złotek (Stalowa Wola) |
|                        |                                                             |                |                           | |

| 31 sierpnia 2014 12:30 | Widzew Łódź | 0:0(0:0)Raport | Stomil Olsztyn | Stadion Widzewa, Łódź Widzów: 4500 Sędzia: Tomasz Wajda (Żywiec) |
|                        |             |                |                |                                                                  |

| 31 sierpnia 2014 17:00 | Flota Świnoujście · Cienciała 38' · Nwaogu 60' | 2:0(1:0)Raport | Sandecja Nowy Sącz | Stadion Miejski, Świnoujście Widzów: 800 Sędzia: Zbigniew Dobrynin (Łódź) |
|                        |                                                |                |                    |                                                                           |

| 31 sierpnia 2014 17:00 | Chojniczanka Chojnice · Siemaszko 25' | 1:1(1:1)Raport | Dolcan Ząbki · 44' Piesio | Stadion Miejski, Chojnice Widzów: 1400 Sędzia: Rafał Rokosz (Katowice) |
|                        |                                       |                |                           |                                                                        |

| 31 sierpnia 2014 19:47 | Wigry Suwałki | 0:1(0:0)Raport | Olimpia Grudziądz · 82' Woźniak | Stadion Miejski, Suwałki Widzów: 2000 Sędzia: Jacek Małyszek (Lublin) |
|                        |               |                |                                 |                                                                       |

### 7. kolejka (6 września – 7 września)
| 6 września 2014 14:45 | Arka Gdynia · Jagiełło 19' · Calderón 76' (k.) | 2:4(1:1)Raport | Termalica Bruk-Bet Nieciecza · 27' Kupczak · 64', 87' Drozdowicz · 85' Paluchowski | Stadion GOSiR, Gdynia Widzów: 3212 Sędzia: Jarosław Rynkiewicz (Zielona Góra) |
|                       |                                                |                |                                                                                    |                                                                               |

| 6 września 2014 16:00 | Olimpia Grudziądz · Jaroch 8' · Cieśliński 73' (k.) · Aleksander 80' (k.) | 3:2(1:2)Raport | Bytovia Bytów · 28' (k.) Surdykowski · 58' Mąka | Stadion Miejski, Grudziądz Widzów: 2500 Sędzia: Paweł Pskit (Łódź) |
|                       |                                                                           |                |                                                 |                                                                    |

| 6 września 2014 16:00 | Widzew Łódź | 0:0(0:0)Raport | Miedź Legnica | Stadion Widzewa, Łódź Widzów: 4000 Sędzia: Łukasz Bednarek (Koszalin) |
|                       |             |                |               |                                                                       |

| 6 września 2014 17:00 | GKS Tychy · Zganiacz 42' | 1:1(1:0)Raport | Flota Świnoujście · 73' Kort | Stadion Miejski, Jaworzno Widzów: 300 Sędzia: Robert Marciniak (Kraków) |
|                       |                          |                |                              |                                                                         |

| 6 września 2014 18:00 | Chrobry Głogów · Danielak 22' | 1:0(1:0)Raport | Pogoń Siedlce | Stadion Chrobrego, Głogów Widzów: 1500 Sędzia: Tomasz Wajda (Żywiec) |
|                       |                               |                |               |                                                                      |

| 6 września 2014 18:00 | GKS Katowice | 0:1(0:0)Raport | Wigry Suwałki · 60' Adamek | Stadion GKS Katowice, Katowice Widzów: 2722 Sędzia: Mariusz Złotek (Stalowa Wola) |
|                       |              |                |                            |                                                                                   |

| 6 września 2014 18:00 | Sandecja Nowy Sącz · Traoré 24' (k.) | 1:1(1:0)Raport | Chojniczanka Chojnice · 84' (k.) Mikołajczak | Stadion im. Ojca Władysława Augustynka, Nowy Sącz Widzów: 1000 Sędzia: Dawid Bukowczan (Żywiec) |
|                       |                                      |                |                                              |                                                                                                 |

| 7 września 2014 12:15 | Dolcan Ząbki | 0:0(0:0)Raport | Wisła Płock | Stadion Dolcanu, Ząbki Widzów: 650 Sędzia: Sebastian Jarzębak (Bytom) |
|                       |              |                |             |                                                                       |

| 7 września 2014 12:30 | Zagłębie Lubin · Papadopulos 55' | 1:1(0:0)Raport | Stomil Olsztyn · 85' Kowal | Stadion Zagłębia, Lubin Widzów: 3510 Sędzia: Tomasz Radkiewicz (Łódź) |
|                       |                                  |                |                            |                                                                       |

### 8. kolejka (12 września – 14 września)
| 12 września 2014 19:00 | Zagłębie Lubin · Piątek 64' | 1:0(0:0)Raport | Chrobry Głogów 8152 | Stadion Zagłębia, Lubin Widzów: 8152 Sędzia: Jarosław Przybył (Kluczbork) |
|                        |                             |                |                     |                                                                           |

| 13 września 2014 14:45 | Flota Świnoujście · Grzelak 52' · Nwaogu 81' | 2:0(0:0)Raport | Arka Gdynia | Stadion Miejski, Świnoujście Widzów: 930 Sędzia: Piotr Idzik (Poznań) |
|                        |                                              |                |             |                                                                       |

| 13 września 2014 16:00 | Stomil Olsztyn · Darmochwał 71' (k.) | 1:2(0:0)Raport | Miedź Legnica · 58' Łobodziński · 72' Woźniczka | Stadion OSiR, Olsztyn Widzów: 3500 Sędzia: Zbigniew Dobrynin (Łódź) |
|                        |                                      |                |                                                 |                                                                     |

| 13 września 2014 16:00 | Bytovia Bytów · Wojach 40' | 1:4(1:1)Raport | GKS Katowice · 28', 87' Wołkowicz · 37' Goncerz · 54' Kamiński | Stadion MOSiR, Bytów Widzów: 700 Sędzia: Artur Aluszyk (Szczecin) |
|                        |                            |                |                                                                |                                                                   |

| 13 września 2014 18:00 | Wisła Płock · Iliew 21' · Hiszpański 75' | 2:1(1:0)Raport | Sandecja Nowy Sącz · 86' Urban | Stadion im. Kazimierza Górskiego, Płock Widzów: 1400 Sędzia: Marcin Szczerbowicz (Olsztyn) |
|                        |                                          |                |                                |                                                                                            |

| 13 września 2014 18:00 | Wigry Suwałki | 0:1(0:0)Raport | Dolcan Ząbki · 84' Świerblewski | Stadion Miejski, Suwałki Widzów: 2500 Sędzia: Wojciech Krztoń (Olsztyn) |
|                        |               |                |                                 |                                                                         |

| 14 września 2014 12:15 | Pogoń Siedlce · Dziubiński 58' | 1:1(0:1)Raport | Olimpia Grudziądz · 35' Szczot | Stadion ROSRRiT, Siedlce Widzów: 1811 Sędzia: Sebastian Krasny (Kraków) |
|                        |                                |                |                                |                                                                         |

| 14 września 2014 12:30 | Termalica Bruk-Bet Nieciecza · Biskup 14' (k.), 73' (k.) | 2:1(1:1)Raport | Widzew Łódź · 36' Kozłowski | Stadion Nieciecza, Nieciecza Widzów: 1800 Sędzia: Jacek Małyszek (Lublin) |
|                        |                                                          |                |                             |                                                                           |

| 14 września 2014 12:30 | Chojniczanka Chojnice · Mikołajczak 38' (k.) · Rybski 64' · Czerwiński 83' | 3:0(1:0)Raport | GKS Tychy | Stadion Miejski, Chojnice Widzów: 1500 Sędzia: Marek Opaliński (Legnica) |
|                        |                                                                            |                |           |                                                                          |

### 9. kolejka (20 września – 21 września)
| 20 września 2014 14:45 | Miedź Legnica | 0:1(0:0)Raport | Termalica Bruk-Bet Nieciecza · 53' Drozdowicz | Stadion Miejski w Legnicy, Legnica Widzów: 1500 Sędzia: Tomasz Radkiewicz (Łódź) |
|                        |               |                |                                               |                                                                                  |

| 20 września 2014 15:30 | Dolcan Ząbki | 0:0(0:0)Raport | Bytovia Bytów | Stadion Dolcanu, Ząbki Widzów: 550 Sędzia: Tomasz Wajda (Żywiec) |
|                        |              |                |               |                                                                  |

| 20 września 2014 16:00 | Widzew Łódź · Mroziński 63' | 1:1(0:1)Raport | Flota Świnoujście · 39' (k.) Grzelak | Stadion Widzewa, Łódź Widzów: 150 Sędzia: Dominik Sulikowski (Gdańsk) |
|                        |                             |                |                                      |                                                                       |

| 20 września 2014 16:30 | GKS Tychy | 0:1(0:0)Raport | Wisła Płock · 78' (k.) Janus | Stadion Miejski, Jaworzno Widzów: 150 Sędzia: Robert Marciniak (Kraków) |
|                        |           |                |                              |                                                                         |

| 20 września 2014 17:30 | Arka Gdynia · Szubert 13' | 1:1(1:0)Raport | Chojniczanka Chojnice · 89' Kieruzel | Stadion GOSiR, Gdynia Widzów: 4709 Sędzia: Paweł Pskit (Łódź) |
|                        |                           |                |                                      |                                                               |

| 20 września 2014 18:00 | GKS Katowice · Goncerz 12', 72' · Pitry 16' | 3:2(0:0)Raport | Pogoń Siedlce · 45' Demianiuk · 79' Dziubiński | Stadion Miejski, Suwałki Widzów: 2017 Sędzia: Mateusz Złotnicki (Lublin) |
|                        |                                             |                |                                                |                                                                          |

| 21 września 2014 12:15 | Sandecja Nowy Sącz · Bębenek 55' · Traoré 79' (k.) | 2:0(0:0)Raport | Wigry Suwałki | Stadion im. Ojca Władysława Augustynka, Nowy Sącz Widzów: 700 Sędzia: Rafał Rokosz (Katowice) |
|                        |                                                    |                |               |                                                                                               |

| 21 września 2014 12:30 | Chrobry Głogów | 0:3(0:0)Raport | Stomil Olsztyn · 53' (k.), 61' Darmochwał · 89' Kowal | Stadion Chrobrego, Głogów Widzów: 1400 Sędzia: Łukasz Bednarek (Koszalin) |
|                        |                |                |                                                       |                                                                           |

| 21 września 2014 12:30 | Olimpia Grudziądz · Jaroch 35' · Kaczmarek 51' | 2:2(1:0)Raport | Zagłębie Lubin · 59' Kwiek · 88' Woźniak | Stadion Miejski, Grudziądz Widzów: 3000 Sędzia: Sebastian Jarzębak (Bytom) |
|                        |                                                |                |                                          |                                                                            |

### 10. kolejka (27 września – 28 września)
| 27 września 2014 15:00 | Bytovia Bytów · Kryszak 5' · Surdykowski 28' (k.), 53', 77' (k.) · Mandrysz 55' · Kazimierowicz 55' | 6:1(2:0)Raport | Sandecja Nowy Sącz · 83' (sam.) Jastrzembski | Stadion MOSiR, Bytów Widzów: 650 Sędzia: Adam Lyczmański (Bydgoszcz) |
|                        | |                |                                              |                                                                      |

| 27 września 2014 16:00 | Chojniczanka Chojnice · Ma. Gancarczyk 34' · Mikołajczak 67' | 2:0(1:0)Raport | Widzew Łódź | Stadion Miejski, Chojnice Widzów: 1800 Sędzia: Mateusz Złotnicki (Lublin) |
|                        |                                                              |                |             |                                                                           |

| 27 września 2014 16:00 | Wigry Suwałki | 0:0(0:0)Raport | GKS Tychy | Stadion Miejski, Suwałki Widzów: 1500 Sędzia: Tomasz Tobiański (Tczew) |
|                        |               |                |           |                                                                        |

| 28 września 2014 12:15 | Wisła Płock | 0:1(0:0)Raport | Arka Gdynia · 76' Szubert | Stadion im. Kazimierza Górskiego, Płock Widzów: 3000 Sędzia: Mariusz Złotek (Gorzyce) |
|                        |             |                |                           |                                                                                       |

| 28 września 2014 12:30 | Stomil Olsztyn | 0:0(0:0)Raport | Termalica Bruk-Bet Nieciecza | Stadion OSiR, Olsztyn Widzów: 4000 Sędzia: Tomasz Kwiatkowski (Warszawa) |
|                        |                |                |                              |                                                                          |

| 28 września 2014 15:00 | Flota Świnoujście · Lisowski 28' · Olszar 60' · Kort 80' | 3:0(1:0)Raport | Miedź Legnica | Stadion Miejski, Świnoujście Widzów: 800 Sędzia: Marcin Liana (Żnin) |
|                        |                                                          |                |               |                                                                      |

| 28 września 2014 16:00 | Pogoń Siedlce 1859 | 0:1(0:1)Raport | Dolcan Ząbki · 21' (k.) Piesio | Stadion ROSRRiT, Siedlce Widzów: 1859 Sędzia: Tomasz Radkiewicz (Łódź) |
|                        |                    |                |                                |                                                                        |

| 28 września 2014 16:00 | Chrobry Głogów · Ilków-Gołąb 34' | 1:2(1:1)Raport | Olimpia Grudziądz · 28' Kaczmarek · 60' (k.) Popovič | Stadion Chrobrego, Głogów Widzów: 1300 Sędzia: Dominik Sulikowski (Gdańsk) |
|                        |                                  |                |                                                      |                                                                            |

| 28 września 2014 19:46 | Zagłębie Lubin · Papadopulos 88' (k.) | 1:0(0:0)Raport | GKS Katowice | Stadion Zagłębia, Lubin Widzów: 4088 Sędzia: Marcin Szczerbowicz (Olsztyn) |
|                        |                                       |                |              |                                                                            |

### 11. kolejka (3 października – 5 października)
| 3 października 2014 18:00 | Miedź Legnica | 0:1(0:0)Raport | Chojniczanka Chojnice · 67' Mikołajczak | Stadion Miejski, Legnica Widzów: 1300 Sędzia: Marcin Szrek (Kielce) |
|                           |               |                |                                         |                                                                     |

| 4 października 2014 14:45 | Olimpia Grudziądz | 0:0(0:0)Raport | Stomil Olsztyn | Stadion Miejski, Grudziądz Sędzia: Tomasz Wajda (Żywiec) |
|                           |                   |                |                |                                                          |

| 4 października 2014 15:00 | GKS Tychy · Kowalczyk 9' · Bukowiec 72' · Piątek 90' (sam.) | 3:2(1:0)Raport | Bytovia Bytów · 66', 70' (k.) Surdykowski | Stadion Miejski, Jaworzno Widzów: 300 Sędzia: Tomasz Radkiewicz (Łódź) |
|                           |                                                             |                |                                           |                                                                        |

| 4 października 2014 16:00 | GKS Katowice · Goncerz 19' | 1:1(1:1)Raport | Chrobry Głogów · 26' Ilków-Gołąb | Stadion GKS, Katowice Widzów: 230 Sędzia: Wojciech Krztoń (Olsztyn) |
|                           |                            |                |                                  |                                                                     |

| 4 października 2014 16:00 | Widzew Łódź | 0:1(0:0)Raport | Wisła Płock · 76' Radić | Stadion Widzewa, Łódź Sędzia: Dawid Bukowczan (Żywiec) |
|                           |             |                |                         |                                                        |

| 4 października 2014 17:00 | Sandecja Nowy Sącz | 0:1(0:0)Raport | Pogoń Siedlce · 82' Demianiuk | Stadion im. Ojca Władysława Augustynka, Nowy Sącz Sędzia: Jacek Małyszek (Lublin) |
|                           |                    |                |                               |                                                                                   |

| 4 października 2014 17:30 | Arka Gdynia | 0:1(0:1)Raport | Wigry Suwałki · 18' Kopczyński | Stadion GOSiR, Gdynia Widzów: 3862 Sędzia: Marcin Szczerbowicz (Olsztyn) |
|                           |             |                |                                |                                                                          |

| 5 października 2014 11:30 | Termalica Bruk-Bet Nieciecza · Reca 45' (sam.) | 1:1(1:0)Raport | Flota Świnoujście · 77' Opałacz | Stadion Nieciecza, Nieciecza Widzów: 1400 Sędzia: Sebastian Jarzębak (Bytom) |
|                           |                                                |                |                                 |                                                                              |

| 5 października 2014 12:30 | Dolcan Ząbki · Grzelak 19' · Matuszek 77' | 2:2(1:1)Raport | Zagłębie Lubin · 28' Papadopulos · 72' Woźniak | Stadion Dolcanu, Ząbki Sędzia: Jarosław Rynkiewicz (Zielona Góra) |
|                           |                                           |                |                                                |                                                                   |

### 12. kolejka (10 października-12 października)
| 10 października 2014 18:00 | Wigry Suwałki · Adamek 21' · Radzio 71' | 2:1(1:0)Raport | Widzew Łódź · 49' (k.) K. Nowak | Stadion Miejski, Suwałki Widzów: 3006 Sędzia: Piotr Idzik (Poznań) |
|                            |                                         |                |                                 |                                                                    |

| 10 października 2014 18:00 | Zagłębie Lubin · Woźniak 4' | 1:0(1:0)Raport | Sandecja Nowy Sącz | Stadion Zagłębia, Lubin Widzów: 3159 Sędzia: Artur Aluszyk (Szczecin) |
|                            |                             |                |                    |                                                                       |

| 11 października 2014 14:45 | Olimpia Grudziądz · Rogalski 7' · Popovič 37' | 2:1(2:0)Raport | GKS Katowice · 51' Duda | Stadion Miejski, Grudziądz Widzów: 2000 Sędzia: Zbigniew Dobrynin (Łódź) |
|                            |                                               |                |                         |                                                                          |

| 11 października 2014 15:00 | Stomil Olsztyn | 0:0(0:0)Raport | Flota Świnoujście | Stadion OSiR, Olsztyn Widzów: 2000 Sędzia: Adam Lyczmański (Bydgoszcz) |
|                            |                |                |                   |                                                                        |

| 11 października 2014 15:00 | Chojniczanka Chojnice · Maslo 45' (sam.) | 1:0()Raport | Termalica Bruk-Bet Nieciecza | Stadion Miejski, Chojnice Widzów: 1700 Sędzia: Tomasz Radkiewicz (Łódź) |
|                            |                                          |             |                              |                                                                         |

| 11 października 2014 16:00 | Wisła Płock · Janus 16' · Góralski 90' | 2:0(1:0)Raport | Miedź Legnica | Stadion im. Kazimierza Górskiego, Płock Widzów: 2000 Sędzia: Dominik Sulikowski (Gdańsk) |
|                            |                                        |                |               |                                                                                          |

| 11 października 2014 17:00 | Chrobry Głogów · Piotrowski 14' (k.) · Szczepaniak 48', 90' | 3:0(1:0)Raport | Dolcan Ząbki | Stadion Chrobrego, Głogów Widzów: 1200 Sędzia: Sebastian Krasny (Kraków) |
|                            |                                                             |                |              |                                                                          |

| 12 października 2014 12:15 | Pogoń Siedlce · Dzięgielewski 86' | 1:1(0:1)Raport | GKS Tychy · 36' Wodecki | Stadion ROSRRiT, Siedlce Widzów: 1890 Sędzia: Mateusz Złotnicki (Lublin) |
|                            |                                   |                |                         |                                                                          |

| 12 października 2014 12:30 | Bytovia Bytów · Kryszak 82' | 1:1(0:0)Raport | Arka Gdynia · 87' Wardziński | Stadion MOSiR, Bytów Widzów: 1500 Sędzia: Marek Opaliński (Legnica) |
|                            |                             |                |                              |                                                                     |

### 13. kolejka (18 października – 19 października)
| 18 października 2014 14:00 | Widzew Łódź | 0:1(0:1)Raport | Bytovia Bytów · 76' Jakóbowski | Stadion Widzewa, Łódź Widzów: 1300 Sędzia: Jarosław Rynkiewicz (Zielona Góra) |
|                            |             |                |                                |                                                                               |

| 18 października 2014 14:30 | Dolcan Ząbki · Chałas 50' · Piesio 53' | 2:2(0:1)Raport | Olimpia Grudziądz · 36' Popovič · 72' Trzepacz | Stadion Dolcanu, Ząbki Widzów: 450 Sędzia: Marcin Szczerbowicz (Olsztyn) |
|                            |                                        |                |                                                |                                                                          |

| 18 października 2014 14:45 | GKS Katowice · Goncerz 19' · Zapotoczny 90' | 2:1(1:0)Raport | Stomil Olsztyn · 77' Szymonowicz | Stadion GKS, Katowice Widzów: 1750 Sędzia: Adam Lyczmański (Bydgoszcz) |
|                            |                                             |                |                                  |                                                                        |

| 18 października 2014 15:00 | Flota Świnoujście · Olszar 59' · Reca 76' | 2:1(0:1)Raport | Chojniczanka Chojnice · 13' (k.) Mikołajczak | Stadion Miejski, Świnoujście Widzów: 700 Sędzia: Sebastian Tarnowski (Wrocław) |
|                            |                                           |                |                                              |                                                                                |

| 18 października 2014 17:00 | Sandecja Nowy Sącz · Makuch 89' · Frańczak 90' (k.) | 2:1(0:1)Raport | Chrobry Głogów · 42' Szczepaniak | Stadion im. Ojca Władysława Augustynka, Nowy Sącz Widzów: 800 Sędzia: Sebastian Jarzębak (Bytom) |
|                            |                                                     |                |                                  |                                                                                                  |

| 18 października 2014 17:30 | Arka Gdynia · Ława 38' | 1:0(1:0)Raport | Pogoń Siedlce | Stadion GOSiR, Gdynia Widzów: 2749 Sędzia: Wojciech Krztoń (Olsztyn) |
|                            |                        |                |               |                                                                      |

| 18 października 2014 18:00 | Miedź Legnica · Bartoszewicz 49' · Łobodziński 90' (k.) | 2:1(0:0)Raport | Wigry Suwałki · 72' Radzio | Stadion Miejski, Legnica Widzów: 1400 Sędzia: Łukasz Bednarek (Koszalin) |
|                            |                                                         |                |                            |                                                                          |

| 19 października 2014 12:15 | Termalica Bruk-Bet Nieciecza | 0:2(0:2)Raport | Wisła Płock · 9' Krzywicki · 45' Iliew | Stadion Nieciecza, Nieciecza Widzów: 1400 Sędzia: Tomasz Wajda (Żywiec) |
|                            |                              |                |                                        |                                                                         |

| 19 października 2014 12:30 | GKS Tychy | 0:1(0:1)Raport | Zagłębie Lubin · 42' Janoszka | Stadion Miejski, Jaworzno Widzów: 300 Sędzia: Jacek Małyszek (Lublin) |
|                            |           |                |                               |                                                                       |

### 14. kolejka (24 października – 26 października)
| 24 października 2014 18:00 | Chrobry Głogów · Ilków-Gołąb 4' · Piotrowski 35' | 2:1(2:0)Raport | GKS Tychy · 61' Smółka | Stadion Chrobrego, Głogów Widzów: 1000 Sędzia: Zbigniew Dobrynin (Łódź) |
|                            |                                                  |                |                        |                                                                         |

| 25 października 2014 14:00 | Bytovia Bytów · Wróbel 54' (k.) · Surdykowski 66' | 2:1(0:0)Raport | Miedź Legnica · 81' (k.) Łobodziński | Stadion MOSiR, Bytów Widzów: 600 Sędzia: Artur Aluszyk (Szczecin) |
|                            |                                                   |                |                                      |                                                                   |

| 25 października 2014 15:00 | Olimpia Grudziądz · Aleksander 21' · Jaroch 33' · Popovič 50' · Piter-Bučko 66' | 4:1(2:1)Raport | Sandecja Nowy Sącz · 36' (k.) Frańczak | Stadion Miejski, Grudziądz Widzów: 1800 Sędzia: Marek Opaliński (Legnica) |
|                            |                                                                                 |                |                                        |                                                                           |

| 25 października 2014 16:00 | Wigry Suwałki · Šernas 71' (k.) | 1:1(0:0)Raport | Termalica Bruk-Bet Nieciecza · 82' Drozdowicz | Stadion Miejski, Suwałki Widzów: 1800 Sędzia: Mateusz Złotnicki (Lublin) |
|                            |                                 |                |                                               |                                                                          |

| 25 października 2014 17:00 | GKS Katowice · Goncerz 58', 86' | 2:3(0:3)Raport | Dolcan Ząbki · 9' Mazek · 11' Chałas · 17' Grzelak | Stadion GKS, Katowice Widzów: 1600 Sędzia: Sebastian Krasny (Kraków) |
|                            |                                 |                |                                                    |                                                                      |

| 25 października 2014 17:45 | Zagłębie Lubin · Kwiek 20', 28' · Błąd 59' · Papadopulos 87' | 4:0(2:0)Raport | Arka Gdynia | Stadion Zagłębia, Lubin Widzów: 4209 Sędzia: Marcin Szrek (Kielce) |
|                            |                                                              |                |             |                                                                    |

| 25 października 2014 18:00 | Wisła Płock · Góralski 30' · Radić 61' | 2:0(1:0)Raport | Flota Świnoujście | Stadion im. Kazimierza Górskiego, Płock Widzów: 1000 Sędzia: Piotr Idzik (Poznań) |
|                            |                                        |                |                   |                                                                                   |

| 26 października 2014 12:15 | Stomil Olsztyn · Łukasik 18' · Jegliński 29' · Darmochwał 59' | 3:0(2:0)Raport | Chojniczanka Chojnice | Stadion OSiR, Olsztyn Widzów: 2200 Sędzia: Dominik Sulikowski (Gdańsk) |
|                            |                                                               |                |                       |                                                                        |

| 26 października 2014 12:30 | Pogoń Siedlce · Tarachulski 27' · Lewandowski 39' · Tataj 76' | 3:1(2:1)Raport | Widzew Łódź · 20' (k.) K. Nowak | Stadion ROSRRiT, Siedlce Widzów: 2845 Sędzia: Szymon Lizak (Poznań) |
|                            |                                                               |                |                                 |                                                                     |

### 15. kolejka (31 października – 2 listopada)
| 31 października 2014 13:45 | Flota Świnoujście · Olszar 41' | 1:0(1:0)Raport | Wigry Suwałki | Stadion Miejski, Świnoujście Widzów: 460 Sędzia: Piotr Lasyk (Bytom) |
|                            |                                |                |               |                                                                      |

| 31 października 2014 17:00 | Miedź Legnica · Szczepaniak 32' | 1:0(1:0)Raport | Pogoń Siedlce | Stadion Miejski, Legnica Widzów: 1200 Sędzia: Jarosław Rynkiewicz (Zielona Góra) |
|                            |                                 |                |               |                                                                                  |

| 31 października 2014 18:00 | Sandecja Nowy Sącz · Bartków 71' | 1:0(0:0)Raport | GKS Katowice | Stadion im. Ojca Władysława Augustynka, Nowy Sącz Sędzia: Mateusz Złotnicki (Lublin) |
|                            |                                  |                |              |                                                                                      |

| 31 października 2014 18:30 | Arka Gdynia · Ława 64' | 1:0(0:0)Raport | Chrobry Głogów | Stadion GOSiR, Gdynia Widzów: 2325 Sędzia: Tomasz Radkiewicz (Łódź) |
|                            |                        |                |                |                                                                     |

| 31 października 2014 19:45 | Widzew Łódź | 0:3(0:1)Raport | Zagłębie Lubin · 32' (k.) Kwiek · 54', 89' Piątek | Stadion Widzewa, Łódź Sędzia: Tomasz Wajda (Żywiec) |
|                            |             |                |                                                   |                                                     |

| 2 listopada 2014 12:15 | Dolcan Ząbki · Łuszkiewicz 17' · Chałas 82' | 2:2(1:0)Raport | Stomil Olsztyn · 88' Berezowśkyj · 90' Skoba | Stadion Dolcanu, Ząbki Widzów: 450 Sędzia: Paweł Pskit (Łódź) |
|                        |                                             |                |                                              |                                                               |

| 2 listopada 2014 12:30 | Chojniczanka Chojnice · Siemaszko 30' | 1:1(1:1)Raport | Wisła Płock · 26' Janus | Stadion Miejski, Chojnice Sędzia: Marcin Szczerbowicz (Olsztyn) |
|                        |                                       |                |                         |                                                                 |

| 2 listopada 2014 13:00 | GKS Tychy | 0:1(0:1)Raport | Olimpia Grudziądz · 9' Aleksander | Stadion Miejski, Jaworzno Widzów: 200 Sędzia: Łukasz Szczech (Warszawa) |
|                        |           |                |                                   |                                                                         |

| 2 listopada 2014 13:30 | Termalica Bruk-Bet Nieciecza · Jarecki 82' | 1:0(0:0)Raport | Bytovia Bytów | Stadion Nieciecza, Nieciecza Widzów: 800 Sędzia: Dawid Bukowczan (Żywiec) |
|                        |                                            |                |               |                                                                           |

### 16. kolejka (8 listopada – 9 listopada)
| 8 listopada 2014 13:00 | Bytovia Bytów · Pietroń 90' | 1:1(0:1)Raport | Flota Świnoujście · 13' Cienciała | Stadion MOSiR, Bytów Widzów: 500 Sędzia: Sebastian Tarnowski (Wrocław) |
|                        |                             |                |                                   |                                                                        |

| 8 listopada 2014 13:00 | Dolcan Ząbki · Mazek 28' · Świerblewski 37' | 2:2(2:1)Raport | Sandecja Nowy Sącz · 16' Urban · 90' (sam.) Jakubik | Stadion Dolcanu, Ząbki Widzów: 450 Sędzia: Sebastian Jarzębak (Bytom) |
|                        |                                             |                |                                                     |                                                                       |

| 8 listopada 2014 13:30 | Olimpia Grudziądz | 0:3(0:3)Raport | Arka Gdynia · 14' Alan · 38' Vinícius · 44' Wojowski | Stadion Miejski, Grudziądz Widzów: 2800 Sędzia: Szymon Lizak (Poznań) |
|                        |                   |                |                                                      |                                                                       |

| 8 listopada 2014 15:00 | Wigry Suwałki · Biel 9' · Radzio 80' | 2:1(1:1)Raport | Chojniczanka Chojnice · 20' Ma. Gancarczyk | Stadion Miejski, Suwałki Widzów: 1700 Sędzia: Marek Opaliński (Legnica) |
|                        |                                      |                |                                            |                                                                         |

| 8 listopada 2014 16:00 | Chrobry Głogów · Danielak 14' · Szczepaniak 25' · Piotrowski 74' | 3:2(2:0)Raport | Widzew Łódź · 57' Warchoł · 72' (sam.) Bogusławski | Stadion Chrobrego, Głogów Widzów: 2817 Sędzia: Jacek Małyszek (Lublin) |
|                        |                                                                  |                |                                                    |                                                                        |

| 8 listopada 2014 17:45 | GKS Katowice · Goncerz 47' · Kujawa 59' | 2:0(1:0)Raport | GKS Tychy | Stadion GKS, Katowice Widzów: 4300 Sędzia: Marcin Szrek (Kielce) |
|                        |                                         |                |           |                                                                  |

| 9 listopada 2014 13:00 | Pogoń Siedlce · Tarachulski 3' | 1:4(1:1)Raport | Termalica Bruk-Bet Nieciecza · 22' Biskup · 54', 76' Jarecki · 70' Płaneta | Stadion ROSRRiT, Siedlce Widzów: 1642 Sędzia: Łukasz Bednarek (Koszalin) |
|                        |                                |                |                                                                            |                                                                          |

| 8 listopada 2014 13:00 | Stomil Olsztyn | 0:3(0:1)Raport | Wisła Płock · 33' Stefańczyk · 74' Lebedyński · 77' Hiszpański | Stadion OSiR, Olsztyn Widzów: 2500 Sędzia: Zbigniew Dobrynin (Łódź) |
|                        |                |                |                                                                |                                                                     |

| 8 listopada 2014 14:00 | Zagłębie Lubin | 0:2(0:0)Raport | Miedź Legnica · 48' Feruga · 90' Szczepaniak | Stadion Zagłębia, Lubin Widzów: 8509 Sędzia: Adam Lyczmański (Bydgoszcz) |
|                        |                |                |                                              |                                                                          |

### 17. kolejka (15 listopada – 16 listopada)
| 15 listopada 2014 12:00 | Flota Świnoujście · Nwaogu 63' | 1:1(0:1)Raport | Pogoń Siedlce · 23' Dziubiński | Stadion Miejski, Świnoujście Widzów: 500 Sędzia: Jarosław Rynkiewicz (Zielona Góra) |
|                         |                                |                |                                |                                                                                     |

| 15 listopada 2014 13:00 | GKS Tychy · Radzewicz 39' | 1:0(1:0)Raport | Dolcan Ząbki | Stadion Miejski, Jaworzno Widzów: 250 Sędzia: Mateusz Złotnicki (Lublin) |
|                         |                           |                |              |                                                                          |

| 15 listopada 2014 13:30 | Widzew Łódź | 0:3(0:1)Raport | Olimpia Grudziądz · 39', 60' Aleksander · 89' Rogalski | Stadion Widzewa, Łódź Widzów: 900 Sędzia: Piotr Idzik (Poznań) |
|                         |             |                |                                                        |                                                                |

| 15 listopada 2014 16:00 | Sandecja Nowy Sącz · Fałowski 57' | 1:2(0:1)Raport | Stomil Olsztyn · 1', 42' Kowal | Stadion im. Ojca Władysława Augustynka, Nowy Sącz Widzów: 1200 Sędzia: Tomasz Wajda (Żywiec) |
|                         |                                   |                |                                |                                                                                              |

| 15 listopada 2014 15:00 | Wisła Płock · Wlazło 78' | 1:1(0:0)Raport | Wigry Suwałki · 58' Mackiewicz | Stadion im. Kazimierza Górskiego, Płock Widzów: 1000 Sędzia: Tomasz Radkiewicz (Łódź) |
|                         |                          |                |                                |                                                                                       |

| 15 listopada 2014 17:00 | Miedź Legnica · Midzierski 77' | 1:1(0:1)Raport | Chrobry Głogów · 28' Szczepaniak | Stadion Miejski, Legnica Widzów: 3000 Sędzia: Paweł Pskit (Łódź) |
|                         |                                |                |                                  |                                                                  |

| 16 listopada 2014 12:15 | Chojniczanka Chojnice · Ma. Gancarczyk 15' · Iwanicki 88' | 2:0(1:0)Raport | Bytovia Bytów | Stadion Miejski, Chojnice Widzów: 2000 Sędzia: Sebastian Krasny (Kraków) |
|                         |                                                           |                |               |                                                                          |

| 16 listopada 2014 11:30 | Termalica Bruk-Bet Nieciecza · Jarecki 48' | 1:1(0:1)Raport | Zagłębie Lubin · 4' Woźniak | Stadion Termalica Bruk-Bet Nieciecza, Nieciecza Widzów: 1800 Sędzia: Jarosław Przybył (Kluczbork) |
|                         |                                            |                |                             |                                                                                                   |

| 16 listopada 2014 16:00 | Arka Gdynia · Alan 29' · Vinícius 60' (k.) | 2:1(1:0)Raport | GKS Katowice · 63' Cholerzyński | Stadion GOSiR, Gdynia Widzów: 3367 Sędzia: Artur Aluszyk (Szczecin) |
|                         |                                            |                |                                 |                                                                     |

### 18. kolejka (22 listopada – 23 listopada)
| 22 listopada 2014 12:00 | Flota Świnoujście · Olszar 38' | 1:2(1:2)Raport | Zagłębie Lubin · 13' Woźniak · 21' Tosik | Stadion Miejski, Świnoujście Widzów: 624 Sędzia: Marcin Szczerbowicz (Olsztyn) |
|                         |                                |                |                                          |                                                                                |

| 22 listopada 2014 13:00 | Stomil Olsztyn · Kowal 13' · Darmochwał 54' (k.) | 2:2(1:1)Raport | Wigry Suwałki · 5' Mackiewicz · 52' Bogusz | Stadion OSiR, Olsztyn Widzów: 1800 Sędzia: Rafał Rokosz (Katowice) |
|                         |                                                  |                |                                            |                                                                    |

| 22 listopada 2014 13:00 | GKS Tychy · Wodecki 60' · Biskup 88' | 2:7(0:1)Raport | Sandecja Nowy Sącz · 45', 89' Ella · 48' Traoré · 68', 68' Fałowski · 74' Szufryn · 85' Grzeszczyk | Stadion Miejski, Jaworzno Widzów: 350 Sędzia: Marcin Liana (Bydgoszcz) |
|                         |                                      |                | |                                                                        |

| 22 listopada 2014 14:45 | Widzew Łódź · Warchoł 45' | 1:1(1:1)Raport | GKS Katowice · 24' Duda | Stadion Widzewa, Łódź Widzów: 6950 Sędzia: Marcin Szrek (Kielce) |
|                         |                           |                |                         |                                                                  |

| 22 listopada 2014 16:00 | Wisła Płock · Janus 13' · Hiszpański 72' | 2:1(1:1)Raport | Bytovia Bytów · 25' Bajić | Stadion im. Kazimierza Górskiego, Płock Widzów: 1000 Sędzia: Wojciech Krztoń (Olsztyn) |
|                         |                                          |                |                           |                                                                                        |

| 22 listopada 2014 17:30 | Arka Gdynia · Wardziński 65' · Łukasiewicz 89' | 2:1(0:0)Raport | Dolcan Ząbki · 55' (sam.) Warcholak | Stadion GOSiR, Gdynia Widzów: 3087 Sędzia: Marek Opaliński (Legnica) |
|                         |                                                |                |                                     |                                                                      |

| 23 listopada 2014 11:45 | Termalica Bruk-Bet Nieciecza · Czerwiński 18' · Drozdowicz 47', 90' | 3:0(1:0)Raport | Chrobry Głogów | Stadion Termalica Bruk-Bet Nieciecza, Nieciecza Widzów: 900 Sędzia: Paweł Pskit (Łódź) |
|                         |                                                                     |                |                |                                                                                        |

| 23 listopada 2014 12:15 | Chojniczanka Chojnice · Niedziela 11' · Mikołajczak 45' (k.) · Siemaszko 51', 61' | 5:0(2:0)Raport | Pogoń Siedlce | Stadion Miejski, Chojnice Widzów: 1500 Sędzia: Dawid Bukowczan (Żywiec) |
|                         |                                                                                   |                |               |                                                                         |

| 23 listopada 2014 12:30 | Miedź Legnica · Feruga 65' · Łobodziński 88' | 2:0(0:0)Raport | Olimpia Grudziądz | Stadion Miejski, Legnica Widzów: 1500 Sędzia: Zbigniew Dobrynin (Łódź) |
|                         |                                              |                |                   |                                                                        |

### 19. kolejka (28 listopada – 30 listopada)
| 28 listopada 2014 17:00 | Chrobry Głogów | 0:0(0:0)Raport | Flota Świnoujście | Stadion Chrobrego, Głogów Widzów: 700 Sędzia: Tomasz Wajda (Żywiec) |
|                         |                |                |                   |                                                                     |

| 28 listopada 2014 17:00 | Stomil Olsztyn · Tosik 39' · Woźniak 89' | 2:1(1:1)Raport | Chojniczanka Chojnice · 44' Mikołajczak | Stadion OSiR, Olsztyn Widzów: 2179 Sędzia: Jarosław Rynkiewicz (Zielona Góra) |
|                         |                                          |                |                                         |                                                                               |

| 29 listopada 2014 12:00 | Bytovia Bytów · Surdykowski 12', 41' (k.) | 2:1(2:0)Raport | Wigry Suwałki · 87' Šernas | Stadion MOSiR, Bytów Widzów: 373 Sędzia: Sebastian Jarzębak (Bytom) |
|                         |                                           |                |                            |                                                                     |

| 29 listopada 2014 12:45 | Olimpia Grudziądz | 0:2(0:1)Raport | Termalica Bruk-Bet Nieciecza · 18' (sam.) Kłus · 80' Foszmańczyk | Stadion Miejski, Grudziądz Widzów: 700 Sędzia: Paweł Raczkowski (Warszawa) |
|                         |                   |                |                                                                  |                                                                            |

| 29 listopada 2014 13:00 | GKS Tychy | 0:1(0:1)Raport | Stomil Olsztyn · 6' Skoba | Stadion Miejski, Jaworzno Widzów: 150 Sędzia: Sebastian Tarnowski (Wrocław) |
|                         |           |                |                           |                                                                             |

| 29 listopada 2014 17:00 | GKS Katowice · Pitry 68' | 2:1(0:0)Raport | Miedź Legnica | Stadion GKS, Katowice Widzów: 1525 Sędzia: Jacek Małyszek (Lublin) |
|                         |                          |                |               |                                                                    |

| 18 marca 2015 15:30 | Dolcan Ząbki · Bajdur 55' · Grzelak 69' | 2:1(0:0)Raport | Widzew Łódź · 54' Rybicki | Stadion Termalica Bruk-Bet Nieciecza, Nieciecza Widzów: 600 Sędzia: Jarosław Rynkiewicz (Zielona Góra) |
|                     |                                         |                |                           | |

W pierwotnym terminie (30 listopada 2014, godz. 12:15) został odwołany z powodu zmrożonego boiska.
| 30 listopada 2014 12:15 | Sandecja Nowy Sącz · Bębenek 41' · Ella 65' · Grzeszczyk 81' | 3:1(1:0)Raport | Arka Gdynia · 55' Szubert | Stadion im. Ojca Władysława Augustynka, Nowy Sącz Widzów: 800 Sędzia: Tomasz Radkiewicz (Łódź) |
|                         |                                                              |                |                           |                                                                                                |

| 30 listopada 2014 12:30 | Pogoń Siedlce | 0:2(0:1)Raport | Wisła Płock · 40' Lebedyński · 61' Ruszkul | Stadion ROSRRiT, Siedlce Widzów: 1057 Sędzia: Tomasz Tobiański (Gdańsk) |
|                         |               |                |                                            |                                                                         |

## Runda wiosenna (7 marca – 6 czerwca)

### 20. kolejka (7 marca – 8 marca)
| 7 marca 2015 13:00 | Stomil Olsztyn · Kowal 24' · Jegliński 44' | 2:0(2:0)Raport | Bytovia Bytów | Stadion OSiR, Olsztyn Widzów: 1517 Sędzia: Mateusz Złotnicki (Lublin) |
|                    |                                            |                |               |                                                                       |

| 7 marca 2015 15:00 | Widzew Łódź | – | Sandecja Nowy Sącz | Stadion Widzewa, Łódź |
|                    |             |   |                    |                       |

Mecz został odwołany z powodu zawieszenia licencji gospodarzy.
| 7 marca 2015 15:00 | Chojniczanka Chojnice · Mrozik 80' | 1:1(0:0)Raport | Chrobry Głogów · 90' Zając | Stadion Miejski, Chojnice Widzów: 1500 Sędzia: Piotr Idzik (Poznań) |
|                    |                                    |                |                            |                                                                     |

| 7 marca 2015 15:00 | Flota Świnoujście · Sołowiej 74' | 1:0(0:0)Raport | Olimpia Grudziądz | Stadion Miejski, Świnoujście Widzów: 670 Sędzia: Marek Opaliński (Legnica) |
|                    |                                  |                |                   |                                                                            |

| 7 marca 2015 15:00 | Miedź Legnica | 0:3(0:1)Raport | Dolcan Ząbki · 45' Matuszek · 67' Kądzior · 84' Świerblewski | Stadion Miejski, Legnica Widzów: 2100 Sędzia: Tomasz Radkiewicz (Łódź) |
|                    |               |                |                                                              |                                                                        |

| 7 marca 2015 17:45 | Wisła Płock | 0:1(0:0)Raport | Zagłębie Lubin · 69' Kwiek | Stadion im. Kazimierza Górskiego, Płock Widzów: 5000 Sędzia: Tomasz Wajda (Żywiec) |
|                    |             |                |                            |                                                                                    |

| 8 marca 2015 11:30 | Termalica Bruk-Bet Nieciecza · Plizga 15' | 1:0(1:0)Raport | GKS Katowice | Stadion Termalica Bruk-Bet Nieciecza, Nieciecza Widzów: 1700 Sędzia: Marcin Szczerbowicz (Olsztyn) |
|                    |                                           |                |              | |

| 8 marca 2014 12:30 | Arka Gdynia · Vinícius 55' (k.) · Nalepa 66' · Abbott 74' · Lomski 89' | 4:0(0:0)Raport | GKS Tychy | Stadion im. Ojca Władysława Augustynka, Nowy Sącz Widzów: 4597 Sędzia: Jarosław Przybył (Kluczbork) |
|                    |                                                                        |                |           | |

| 8 marca 2015 12:30 | Wigry Suwałki · Hirsz 39' (k.) · Zapolnik 80' | 2:0(1:0)Raport | Pogoń Siedlce | Stadion ROSRRiT, Siedlce Widzów: 2577 Sędzia: Zbigniew Dobrynin (Łódź) |
|                    |                                               |                |               |                                                                        |

### 21. kolejka (13 marca – 15 marca)
| 13 marca 2015 18:00 | Chrobry Głogów · Piotrowski 6' (k.) · Zając 88' (k.) | 2:3(1:2)Raport | Wisła Płock · 31' (k.) Janus · 45' (sam.) Pisarczuk · 61' Iliew | Stadion Chrobry, Głogów Widzów: 1250 Sędzia: Artur Aluszyk (Szczecin) |
|                     |                                                      |                |                                                                 |                                                                       |

| 13 marca 2015 19:00 | Zagłębie Lubin · Wichtowski 5' (sam.) · Piątek 26' · Kwiek 68' | 3:0(2:0)Raport | Wigry Suwałki | Stadion Zagłębia, Lubin Widzów: 3392 Sędzia: Paweł Pskit (Łódź) |
|                     |                                                                |                |               |                                                                 |

| 14 marca 2015 13:00 | GKS Tychy · Kowalczyk 54' | 1:0(0:0)Raport | Widzew Łódź | Stadion Miejski, Jaworzno Widzów: 458 Sędzia: Marcin Borski (Warszawa) |
|                     |                           |                |             |                                                                        |

| 14 marca 2015 15:00 | Dolcan Ząbki · Grzelak 43' · Świerblewski 65' · Bajdur 90' | 3:1(1:0)Raport | Termalica Bruk-Bet Nieciecza · 54' Janeczko | Stadion Dolcanu, Ząbki Widzów: 450 Sędzia: Wojciech Krztoń (Olsztyn) |
|                     |                                                            |                |                                             |                                                                      |

| 14 marca 2015 16:00 | Sandecja Nowy Sącz | 0:4(0:2)Raport | Miedź Legnica · 15' Bartoszewicz · 22' Midzierski · 60' Szczepaniak · 65' Labukas | Stadion im. Ojca Władysława Augustynka, Nowy Sącz Widzów: 882 Sędzia: Sebastian Jarzębak (Bytom) |
|                     |                    |                |                                                                                   |                                                                                                  |

| 14 marca 2015 17:00 | GKS Katowice · Duda 11' · Goncerz 16' | 2:1(2:1)Raport | Flota Świnoujście · 23' Brud | Stadion GKS, Katowice Widzów: (bez udziału publiczności) Sędzia: Jacek Małyszek (Lublin) |
|                     |                                       |                |                              |                                                                                          |

| 14 marca 2015 17:45 | Arka Gdynia · Nalepa 18' · Renusz 24' · Vinícius 26', 63' | 4:1(3:0)Raport | Stomil Olsztyn · 78' Maczułenko | Stadion GOSiR, Gdynia Widzów: 5594 Sędzia: Łukasz Bednarek (Koszalin) |
|                     |                                                           |                |                                 |                                                                       |

| 15 marca 2015 12:30 | Olimpia Grudziądz | 0:0Raport | Chojniczanka Chojnice | Stadion Miejski, Grudziądz Widzów: 1297 Sędzia: Adam Lyczmański (Bydgoszcz) |
|                     |                   |           |                       |                                                                             |

| 15 marca 2015 15:00 | Pogoń Siedlce | 0:0Raport | Bytovia Bytów | Stadion ROSRRiT, Siedlce Widzów: 1562 Sędzia: Sebastian Krasny (Kraków) |
|                     |               |           |               |                                                                         |

### 22. kolejka (21 marca – 22 marca)
| 21 marca 2015 13:00 | Miedź Legnica · Kadú 76' · Labukas 84' | 2:0(0:0)Raport | GKS Tychy | Stadion Miejski, Legnica Widzów: 1453 Sędzia: Tomasz Radkiewicz (Łódź) |
|                     |                                        |                |           |                                                                        |

| 21 marca 2015 13:00 | Stomil Olsztyn · Jegliński 36' · Wełna 45' · Szymonowicz 58' | 3:2(2:2)Raport | Pogoń Siedlce · 5' Ogrodnik · 41' Calderón | Stadion OSiR, Olsztyn Widzów: 1935 Sędzia: Rafał Rokosz (Katowice) |
|                     |                                                              |                |                                            |                                                                    |

| 21 marca 2015 14:00 | Widzew Łódź | 0:0Raport | Arka Gdynia | Stadion Widzewa, Łódź Widzów: (bez udziału publiczności) Sędzia: Tomasz Kwiatkowski (Warszawa) |
|                     |             |           |             |                                                                                                |

| 21 marca 2015 15:00 | Chojniczanka Chojnice · Lisowski 52' | 1:1(0:1)Raport | GKS Katowice · 33' Petasz | Stadion Miejski, Chojnice Widzów: 1200 Sędzia: Marek Opaliński (Legnica) |
|                     |                                      |                |                           |                                                                          |

| 21 marca 2015 15:00 | Flota Świnoujście | 0:1(0:1)Raport | Dolcan Ząbki · 16' Tarnowski | Stadion Miejski, Świnoujście Widzów: 900 Sędzia: Dominik Sulikowski (Gdańsk) |
|                     |                   |                |                              |                                                                              |

| 21 marca 2015 17:00 | Wigry Suwałki · Moneta 51' | 1:0(0:0)Raport | Chrobry Głogów | Stadion Miejski, Suwałki Widzów: 1668 Sędzia: Mateusz Złotnicki (Lublin) |
|                     |                            |                |                |                                                                          |

| 21 marca 2015 17:45 | Wisła Płock · Piter-Bučko 81' (sam.) | 1:0(0:0)Raport | Olimpia Grudziądz | Stadion im. Kazimierza Górskiego, Płock Widzów: 2500 Sędzia: Zbigniew Dobrynin (Łódź) |
|                     |                                      |                |                   |                                                                                       |

| 22 marca 2015 12:30 | Termalica Bruk-Bet Nieciecza · Drozdowicz 10', 32' · Włodyka 56' | 3:0(2:0)Raport | Sandecja Nowy Sącz | Stadion Termalica Bruk-Bet Nieciecza, Nieciecza Widzów: 1020 Sędzia: Zbigniew Dobrynin (Łódź) |
|                     |                                                                  |                |                    |                                                                                               |

| 22 marca 2015 13:00 | Bytovia Bytów | 0:2(0:1)Raport | Zagłębie Lubin · 34' Piątek · 59' Janoszka | Stadion MOSiR, Bytów Widzów: 1120 Sędzia: Marcin Szczerbowicz (Olsztyn) |
|                     |               |                |                                            |                                                                         |

### 23. kolejka (28 marca – 29 marca)
| 28 marca 2015 13:00 | GKS Tychy · Bąk 62' (k.) | 1:0(0:0)Raport | Termalica Bruk-Bet Nieciecza | Stadion Miejski, Jaworzno Widzów: 300 Sędzia: Mariusz Złotek (Stalowa Wola) |
|                     |                          |                |                              |                                                                             |

| 28 marca 2015 15:00 | Olimpia Grudziądz · Banasiak 17' · Kurowski 71' · Piter-Bučko 85' | 3:1(1:1)Raport | Wigry Suwałki · 32' Kopczyński | Stadion Miejski, Grudziądz Widzów: 1300 Sędzia: Wojciech Krztoń (Olsztyn) |
|                     |                                                                   |                |                                |                                                                           |

| 28 marca 2015 16:00 | Dolcan Ząbki | 0:3(0:2)Raport | Chojniczanka Chojnice · 1' Mikołajczak · 26', 90' Ma. Gancarczyk | Stadion Dolcanu, Ząbki Widzów: 600 Sędzia: Artur Aluszyk (Szczecin) |
|                     |              |                |                                                                  |                                                                     |

| 28 marca 2015 16:00 | Sandecja Nowy Sącz · Szufryn 21' | 1:0(1:0)Raport | Flota Świnoujście | Stadion im. Ojca Władysława Augustynka, Nowy Sącz Widzów: 700 Sędzia: Piotr Lasyk (Bytom) |
|                     |                                  |                |                   |                                                                                           |

| 28 marca 2015 17:30 | Arka Gdynia | 0:0Raport | Miedź Legnica | Stadion GOSiR, Gdynia Widzów: 5236 Sędzia: Daniel Stefański (Bydgoszcz) |
|                     |             |           |               |                                                                         |

| 28 marca 2015 17:45 | GKS Katowice | 0:1(0:0)Raport | Wisła Płock · 67' Stefańczyk | Stadion GKS, Katowice Widzów: (bez udziału publiczności) Sędzia: Paweł Pskit (Łódź) |
|                     |              |                |                              |                                                                                     |

| 28 marca 2015 18:00 | Chrobry Głogów | 0:0Raport | Bytovia Bytów | Stadion Chrobrego, Głogów Widzów: 1400 Sędzia: Tomasz Wajda (Żywiec) |
|                     |                |           |               |                                                                      |

| 28 marca 2015 19:00 | Stomil Olsztyn · Jamróz 90' | 1:3(0:0)Raport | Widzew Łódź · 61' Osmanaj · 78' Wrzesiński · 81' Rybicki | Stadion OSiR, Olsztyn Widzów: 1855 Sędzia: Sebastian Krasny (Kraków) |
|                     |                             |                |                                                          |                                                                      |

| 29 marca 2015 12:30 | Zagłębie Lubin | 0:0Raport | Pogoń Siedlce | Stadion Zagłębia, Lubin Widzów: 3000 Sędzia: Łukasz Bednarek (Koszalin) |
|                     |                |           |               |                                                                         |

### 24. kolejka (4 kwietnia)
| 4 kwietnia 2015 11:45 | Termalica Bruk-Bet Nieciecza · Plizga 41' | 1:1(1:1)Raport | Arka Gdynia · 45' Marcjanik | Stadion Termalica Bruk-Bet Nieciecza, Nieciecza Widzów: 950 Sędzia: Sebastian Jarzębak (Bytom) |
|                       |                                           |                |                             |                                                                                                |

| 4 kwietnia 2015 13:00 | Wisła Płock · Iliew 61' | 1:1(0:0)Raport | Dolcan Ząbki · 82' Bajdur | Stadion im. Kazimierza Górskiego, Płock Widzów: 2500 Sędzia: Marek Opaliński (Legnica) |
|                       |                         |                |                           |                                                                                        |

| 4 kwietnia 2015 14:00 | Bytovia Bytów | 0:3(0:1)Raport | Olimpia Grudziądz · 26', 57' Popovič · 68' Banasiak | Stadion MOSiR, Bytów Widzów: 800 Sędzia: Piotr Idzik (Poznań) |
|                       |               |                |                                                     |                                                               |

| 4 kwietnia 2015 14:30 | Stomil Olsztyn | 1:4(0:3)Raport | Zagłębie Lubin · 22', 77' Janoszka · 25' Piątek · 33' Woźniak | Stadion Miejski, Ostróda Widzów: 1795 Sędzia: Dominik Sulikowski (Gdańsk) |
|                       |                |                |                                                               |                                                                           |

| 4 kwietnia 2015 15:00 | Flota Świnoujście · Brud 12' | 1:0(1:0)Raport | GKS Tychy | Stadion Miejski, Świnoujście Widzów: 620 Sędzia: Zbigniew Dobrynin (Łódź) |
|                       |                              |                |           |                                                                           |

| 4 kwietnia 2015 15:00 | Miedź Legnica · Szczepaniak 16', 49', 88' · Garuch 55', 81' · Łobodziński 79' | 6:1(1:0)Raport | Widzew Łódź | Stadion Miejski, Legnica Widzów: 2000 Sędzia: Adam Lyczmański (Bydgoszcz) |
|                       |                                                                               |                |             |                                                                           |

| 4 kwietnia 2015 16:00 | Chojniczanka Chojnice · Zawistowski 16', 69' | 2:1(1:0)Raport | Sandecja Nowy Sącz · 89' Dudzic | Stadion Miejski, Chojnice Widzów: 1500 Sędzia: Mateusz Złotnicki (Lublin) |
|                       |                                              |                |                                 |                                                                           |

| 4 kwietnia 2015 16:00 | Pogoń Siedlce | 0:2(0:1)Raport | Chrobry Głogów · 27' Pisarczuk · 90' Kiełb | Stadion ROSRRiT, Siedlce Widzów: 1726 Sędzia: Dawid Bukowczan (Żywiec) |
|                       |               |                |                                            |                                                                        |

| 4 kwietnia 2015 17:00 | Wigry Suwałki · 15' Moneta · 84' Adamek | 2:0(1:0)Raport | GKS Katowice | Stadion Miejski, Suwałki Widzów: 1700 Sędzia: Tomasz Radkiewicz (Łódź) |
|                       |                                         |                |              |                                                                        |

### 25. kolejka (11 kwietnia – 12 kwietnia)
| 11 kwietnia 2015 13:00 | GKS Tychy · Mączyński 54' · Kowalczyk 58', 79' | 3:3(1:1)Raport | Chojniczanka Chojnice · 22', 57' Mikołajczak · 90' Siemaszko | Stadion Miejski, Jaworzno Widzów: 300 Sędzia: Paweł Pskit (Łódź) |
|                        |                                                |                |                                                              |                                                                  |

| 11 kwietnia 2145 14:00 | Widzew Łódź · Zgarda 35' · Rybicki 52' | 2:1(1:0)Raport | Termalica Bruk-Bet Nieciecza · 83' (k.) Sołdecki | Stadion Miejski, Byczyna Widzów: 463 Sędzia: Łukasz Bednarek (Koszalin) |
|                        |                                        |                |                                                  |                                                                         |

| 11 kwietnia 2015 16:30 | Dolcan Ząbki | 0:0Raport | Wigry Suwałki | Stadion Dolcanu, Ząbki Widzów: 488 Sędzia: Jacek Małyszek (Lublin) |
|                        |              |           |               |                                                                    |

| 11 kwietnia 2015 17:00 | GKS Katowice | 0:0Raport | Bytovia Bytów | Stadion GKS, Katowice Widzów: 2000 Sędzia: Sebastian Krasny (Kraków) |
|                        |              |           |               |                                                                      |

| 11 kwietnia 2015 17:00 | Miedź Legnica · Kadú 80' (k.) | 1:1(0:1)Raport | Stomil Olsztyn · 28' Maczułenko | Stadion Miejski, Legnica Widzów: 1800 Sędzia: Jarosław Rynkiewicz (Zielona Góra) |
|                        |                               |                |                                 |                                                                                  |

| 11 kwietnia 2015 17:00 | Olimpia Grudziądz | 0:1(0:1)Raport | Pogoń Siedlce · 39' Chirri | Stadion Miejski, Grudziądz Widzów: 1100 Sędzia: Artur Aluszyk (Szczecin) |
|                        |                   |                |                            |                                                                          |

| 11 kwietnia 2015 17:30 | Arka Gdynia · Łukasiewicz 90' | 1:0(0:0)Raport | Flota Świnoujście | Stadion GOSiR, Gdynia Widzów: 4683 Sędzia: Marcin Szczerbowicz (Olsztyn) |
|                        |                               |                |                   |                                                                          |

| 11 kwietnia 2015 17:45 | Chrobry Głogów | 0:0Raport | Zagłębie Lubin | Stadion Chrobrego, Głogów Widzów: 2817 Sędzia: Sebastian Jarzębak (Bytom) |
|                        |                |           |                |                                                                           |

| 12 kwietnia 2015 17:00 | Sandecja Nowy Sącz | 0:1(0:1)Raport | Wisła Płock · 27' Darmochwał | Stadion im. Ojca Władysława Augustynka, Nowy Sącz Widzów: 795 Sędzia: Tomasz Wajda (Żywiec) |
|                        |                    |                |                              |                                                                                             |

### 26. kolejka (18 kwietnia – 19 kwietnia)
| 18 kwietnia 2015 13:00 | Bytovia Bytów · Jakóbowski 23' · Formela 81' · Surdykowski 84' (k.) | 3:2(1:1)Raport | Dolcan Ząbki · 31' Gołębiewski · 57' Matuszek | Stadion MOSiR, Bytów Widzów: 604 Sędzia: Sebastian Jarzębak (Bytom) |
|                        |                                                                     |                |                                               |                                                                     |

| 18 kwietnia 2145 16:00 | Flota Świnoujście · Kort 50' · Reca 72' | 2:0(0:0)Raport | Widzew Łódź | Stadion Miejski, Świnoujście Widzów: 834 Sędzia: Piotr Idzik (Poznań) |
|                        |                                         |                |             |                                                                       |

| 18 kwietnia 2015 16:00 | Wisła Płock · Janus 86' (k.) | 1:0(0:0)Raport | GKS Tychy | Stadion im. Kazimierza Górskiego, Płock Widzów: 2000 Sędzia: Dominik Sulikowski (Gdańsk) |
|                        |                              |                |           |                                                                                          |

| 18 kwietnia 2015 17:45 | Zagłębie Lubin · Janoszka 34' | 1:0(1:0)Raport | Olimpia Grudziądz | Stadion Zagłębia, Lubin Widzów: 2852 Sędzia: Mateusz Złotnicki (Lublin) |
|                        |                               |                |                   |                                                                         |

| 18 kwietnia 2015 19:00 | Wigry Suwałki · Bogusz 14' · Adamek 86' | 2:1(1:1)Raport | Sandecja Nowy Sącz · 29' Nather | Stadion Miejski, Suwałki Widzów: 1430 Sędzia: Dawid Bukowczan (Żywiec) |
|                        |                                         |                |                                 |                                                                        |

| 19 kwietnia 2015 12:30 | Chojniczanka Chojnice · Grzelak 43' | 1:1(1:1)Raport | Arka Gdynia · 25' Vinícius | Stadion Miejski Chojniczanka, Chojnice Widzów: 2363 Sędzia: Piotr Lasyk (Bytom) |
|                        |                                     |                |                            |                                                                                 |

| 19 kwietnia 2015 16:00 | Pogoń Siedlce · Demianiuk 23' | 1:3(1:1)Raport | GKS Katowice · 41' Goncerz · 47' Frańczak · 62' Pietrzak | Stadion ROSRRiT, Siedlce Widzów: 1876 Sędzia: Marek Opaliński (Legnica) |
|                        |                               |                |                                                          |                                                                         |

| 19 kwietnia 2015 16:30 | Termalica Bruk-Bet Nieciecza · Plizga 23' · Kupczak 28' | 2:1(2:0)Raport | Miedź Legnica · 90' Bartoszewicz | Stadion Termalica Bruk-Bet Nieciecza, Nieciecza Widzów: 750 Sędzia: Zbigniew Dobrynin (Łódź) |
|                        |                                                         |                |                                  |                                                                                              |

| 19 kwietnia 2015 17:00 | Stomil Olsztyn · Kowal 86' | 1:1(0:1)Raport | Chrobry Głogów · 48' Samiec | Stadion Miejski, Ostróda Widzów: 1309 Sędzia: Tomasz Radkiewicz (Łódź) |
|                        |                            |                |                             |                                                                        |

### 27. kolejka (25 kwietnia – 26 kwietnia)
| 25 kwietnia 2015 13:00 | GKS Tychy · Bąk 54' (k.) | 1:1(0:0)Raport | Wigry Suwałki · 83' Zapolnik | Stadion Miejski, Jaworzno Widzów: 350 Sędzia: Adam Lyczmański (Bydgoszcz) |
|                        |                          |                |                              |                                                                           |

| 25 kwietnia 2015 14:00 | Widzew Łódź · D. Kwiek 89' | 1:0(0:0)Raport | Chojniczanka Chojnice | Byczyna Widzów: 476 Sędzia: Tomasz Wajda (Żywiec) |
|                        |                            |                |                       |                                                   |

| 25 kwietnia 2015 17:00 | Dolcan Ząbki · Piesio 61' (k.) · Tarnowski 70' (k.) · Kądzior 90' | 3:1(0:0)Raport | Pogoń Siedlce · 80' Demianiuk | Stadion Dolcanu, Ząbki Widzów: 481 Sędzia: Łukasz Bednarek (Koszalin) |
|                        |                                                                   |                |                               |                                                                       |

| 25 kwietnia 2015 17:00 | Miedź Legnica · Łobodziński 52' (k.) · Szczepaniak 76', 78' · Kakoko 83', 90' | 5:0(0:0)Raport | Flota Świnoujście | Stadion Miejski, Legnica Widzów: 1482 Sędzia: Rafał Rokosz (Katowice) |
|                        |                                                                               |                |                   |                                                                       |

| 25 kwietnia 2015 17:00 | Olimpia Grudziądz · Jaroch 41' · Szczot 73' | 2:1(1:1)Raport | Chrobry Głogów · 24' Hudyma | Stadion Miejski, Grudziądz Widzów: 1200 Sędzia: Sebastian Krasny (Kraków) |
|                        |                                             |                |                             |                                                                           |

| 25 kwietnia 2015 17:00 | Sandecja Nowy Sącz | 0:1(0:1)Raport | Bytovia Bytów · 7' Mąka | Stadion im. Ojca Władysława Augustynka, Nowy Sącz Widzów: 515 Sędzia: Wojciech Krztoń (Olsztyn) |
|                        |                    |                |                         |                                                                                                 |

| 25 kwietnia 2015 17:45 | GKS Katowice | 0:5(0:1)Raport | Zagłębie Lubin · 18' Woźniak · 52' Błąd · 82' Tosik · 84' Piątek · 88' Guldan | Stadion GKS, Katowice Widzów: 3101 Sędzia: Mateusz Złotnicki (Lublin) |
|                        |              |                |                                                                               |                                                                       |

| 26 kwietnia 2015 12:30 | Arka Gdynia | 0:0Raport | Wisła Płock | Stadion GOSiR, Gdynia Widzów: 4417 Sędzia: Jarosław Rynkiewicz (Zielona Góra) |
|                        |             |           |             |                                                                               |

| 26 kwietnia 2015 16:30 | Termalica Bruk-Bet Nieciecza · Kupczak 26' · Biskup 42' · Drozdowicz 57' | 3:0(2:0)Raport | Stomil Olsztyn | Stadion Termalica Bruk-Bet Nieciecza, Nieciecza Widzów: 1240 Sędzia: Paweł Pskit (Łódź) |
|                        |                                                                          |                |                |                                                                                         |

### 28. kolejka (1 maja – 3 maja)
| 1 maja 2015 17:00 | Bytovia Bytów · Surdykowski 71' | 1:1(0:1)Raport | GKS Tychy · 31' Szczęsny | Stadion MOSiR, Bytów Widzów: 810 Sędzia: Szymon Marciniak (Płock) |
|                   |                                 |                |                          |                                                                   |

| 1 maja 2015 18:45 | Wisła Płock · Góralski 57' · Jabłoński 86' | 2:1(0:0)Raport | Widzew Łódź · 79' Wrzesiński | Stadion im. Kazimierza Górskiego, Płock Widzów: 3000 Sędzia: Piotr Lasyk (Bytom) |
|                   |                                            |                |                              |                                                                                  |

| 1 maja 2015 19:00 | Chrobry Głogów · Piotrowski 90' | 1:2(0:0)Raport | GKS Katowice · 50' Czerwiński · 89' Pietrzak | Stadion Chrobrego, Głogów Widzów: 1100 Sędzia: Jarosław Przybył (Kluczbork) |
|                   |                                 |                |                                              |                                                                             |

| 1 maja 2015 19:00 | Zagłębie Lubin · Piątek 39' · Papadopulos 90' | 2:0(1:0)Raport | Dolcan Ząbki | Stadion Zagłębia, Lubin Widzów: 3462 Sędzia: Tomasz Wajda (Żywiec) |
|                   |                                               |                |              |                                                                    |

| 2 maja 2015 13:00 | Flota Świnoujście | 0:2(0:1)Raport | Termalica Bruk-Bet Nieciecza · 45' Paluchowski · 66' Plizga | Stadion Miejski, Świnoujście Widzów: 421 Sędzia: Tomasz Radkiewicz (Łódź) |
|                   |                   |                |                                                             |                                                                           |

| 2 maja 2015 13:00 | Stomil Olsztyn · Kowal 50', 84' | 2:1(0:1)Raport | Olimpia Grudziądz | Stadion Miejski, Ostróda Widzów: 1200 Sędzia: Jacek Małyszek (Lublin) |
|                   |                                 |                |                   |                                                                       |

| 3 maja 2015 12:30 | Pogoń Siedlce · Demianiuk 41' | 1:2(1:1)Raport | Sandecja Nowy Sącz · 29' Dudzic · 83' Urban | Stadion ROSRRiT, Siedlce Widzów: 1523 Sędzia: Bartosz Frankowski (Toruń) |
|                   |                               |                |                                             |                                                                          |

| 3 maja 2015 17:00 | Chojniczanka Chojnice · Ma. Gancarczyk 21' · Mikołajczak 25', 44' | 3:0(3:0)Raport | Miedź Legnica | Stadion Miejski, Chojnice Widzów: 1200 Sędzia: Dawid Bukowczan (Żywiec) |
|                   |                                                                   |                |               |                                                                         |

| 3 maja 2015 19:00 | Wigry Suwałki · Widejko 82' | 1:0(0:0)Raport | Arka Gdynia | Stadion Miejski, Suwałki Widzów: 2922 Sędzia: Mariusz Korpalski (Toruń) |
|                   |                             |                |             |                                                                         |

### 29. kolejka (9 maja – 10 maja)
|  | Flota Świnoujście | 0:3 wo. | Dolcan Ząbki |  |
|  |                   |         |              |  |

| 9 maja 2015 17:00 | Dolcan Ząbki | 0:2(0:1)Raport | Chrobry Głogów · 22' Hirśkyj · 72' Hudyma | Stadion Dolcanu, Ząbki Widzów: 139 Sędzia: Marcin Szczerbowicz (Olsztyn) |
|                   |              |                |                                           |                                                                          |

| 9 maja 2015 16:00 | GKS Tychy · Bąk 35' · Kowalczyk 55' · Nieśmiałowski 90' · Mączyński 90' | 4:1(1:0)Raport | Pogoń Siedlce · 75' (k.) Calderón | Stadion Miejski, Jaworzno Widzów: 374 Sędzia: Jarosław Przybył (Kluczbork) |
|                   |                                                                         |                |                                   |                                                                            |

| 9 maja 2015 17:00 | Widzew Łódź · Osmanaj 22' · Batrović 40' | 2:2(2:2)Raport | Wigry Suwałki · 16', 37' Adamek | Stadion Widzewa, Łódź Widzów: 603 Sędzia: Dominik Sulikowski (Gdańsk) |
|                   |                                          |                |                                 |                                                                       |

| 9 maja 2015 17:30 | Arka Gdynia | 0:1(0:0)Raport | Bytovia Bytów · 77' Mandrysz | Stadion GOSiR, Gdynia Widzów: 4214 Sędzia: Paweł Pskit (Łódź) |
|                   |             |                |                              |                                                               |

| 9 maja 2015 17:45 | Miedź Legnica | 0:2(0:2)Raport | Wisła Płock · 4' (k.) Janus · 8' Lebedyński | Stadion Miejski, Legnica Widzów: 1925 Sędzia: Mateusz Złotnicki (Lublin) |
|                   |               |                |                                             |                                                                          |

| 9 maja 2015 18:00 | Sandecja Nowy Sącz | 0:1(0:1)Raport | Zagłębie Lubin · 28' Błąd | Stadion im. Ojca Władysława Augustynka, Nowy Sącz Widzów: 741 Sędzia: Zbigniew Dobrynin (Łódź) |
|                   |                    |                |                           |                                                                                                |

| 10 maja 2015 17:00 | GKS Katowice · Frańczak 43' · Kamiński 52' · Januszkiewicz 90' | 3:1(1:0)Raport | Olimpia Grudziądz · 57' Jaroch | Stadion GKS, Katowice Widzów: 1000 Sędzia: Piotr Idzik (Poznań) |
|                    |                                                                |                |                                |                                                                 |

| 10 maja 2015 16:30 | Termalica Bruk-Bet Nieciecza · Drozdowicz 63' | 1:0(0:0)Raport | Chojniczanka Chojnice | Stadion Termalica Bruk-Bet Nieciecza, Nieciecza Widzów: 900 Sędzia: Marek Opaliński (Legnica) |
|                    |                                               |                |                       |                                                                                               |

### 30. kolejka (15 maja – 17 maja)
|  | Chojniczanka Chojnice | 3:0 wo. | Flota Świnoujście |  |
|  |                       |         |                   |  |

| 15 maja 2015 19:00 | Zagłębie Lubin · Gieraga 40' (sam.) · Papadopulos 90' | 2:0(1:0)Raport | GKS Tychy | Stadion Zagłębia, Lubin Widzów: 3516 Sędzia: Tomasz Wajda (Żywiec) |
|                    |                                                       |                |           |                                                                    |

| 16 maja 2015 16:00 | Bytovia Bytów · Kryszak 66' · Wróbel 85' | 2:0(0:0)Raport | Widzew Łódź | Stadion MOSiR, Bytów Widzów: 700 Sędzia: Jarosław Rynkiewicz (Zielona Góra) |
|                    |                                          |                |             |                                                                             |

| 16 maja 2015 17:00 | Olimpia Grudziądz · Osmanaj 23' (k.) | 2:0(1:0)Raport | Dolcan Ząbki | Stadion Miejski, Grudziądz Widzów: 550 Sędzia: Sebastian Krasny (Kraków) |
|                    |                                      |                |              |                                                                          |

| 16 maja 2015 17:45 | Wisła Płock · Janus 44' (k.) | 1:2(1:0)Raport | Termalica Bruk-Bet Nieciecza · 47' (sam.) Radić · 68' Paluchowski | Stadion im. Kazimierza Górskiego, Płock Widzów: 5000 Sędzia: Piotr Lasyk (Bytom) |
|                    |                              |                |                                                                   |                                                                                  |

| 16 maja 2015 19:00 | Chrobry Głogów · Hirśkyj 57' · Hudyma 90' | 2:0(0:0)Raport | Sandecja Nowy Sącz | Stadion Chrobrego, Głogów Widzów: 1400 Sędzia: Tomasz Radkiewicz (Łódź) |
|                    |                                           |                |                    |                                                                         |

| 16 maja 2015 19:00 | Wigry Suwałki | 0:0Raport | Miedź Legnica | Stadion Miejski, Suwałki Widzów: 1776 Sędzia: Jacek Małyszek (Lublin) |
|                    |               |           |               |                                                                       |

| 17 maja 2015 12:30 | Stomil Olsztyn · Kowal 76' | 1:0(0:0)Raport | GKS Katowice | Stadion Miejski, Ostróda Widzów: 1744 Sędzia: Paweł Malec (Łódź) |
|                    |                            |                |              |                                                                  |

| 17 maja 2015 17:00 | Pogoń Siedlce · Demianiuk 18', 84' · Calderón 36' (k.) · Dzięgielewski 79' | 4:4(2:1)Raport | Arka Gdynia · 8', 62', 75' (k.) Vinícius · 60' Warcholak | Stadion Termalica Bruk-Bet Nieciecza, Nieciecza Widzów: 1512 Sędzia: Wojciech Krztoń (Olsztyn) |
|                    |                                                                            |                |                                                          |                                                                                                |

### 31. kolejka (20 maja)
|  | Flota Świnoujście | 0:3 wo. | Wisła Płock |  |
|  |                   |         |             |  |

| 20 maja 2015 16:00 | GKS Tychy · Mączyński 36' | 1:1(1:1)Raport | Chrobry Głogów · 21' Gąsior | Stadion Miejski, Jaworzno Sędzia: Sebastian Krasny (Kraków) |
|                    |                           |                |                             |                                                             |

| 20 maja 2015 17:00 | Chojniczanka Chojnice · Ma. Gancarczyk 2', 41' · Chyła 35', 58' | 4:3(3:2)Raport | Stomil Olsztyn · 21', 89' Trzeciakiewicz · 29' Skoba | Stadion Miejski Chojniczanka, Chojnice Sędzia: Tomasz Marciniak (Płock) |
|                    |                                                                 |                |                                                      |                                                                         |

| 20 maja 2015 17:00 | Termalica Bruk-Bet Nieciecza · Biskup 31' (k.) · Plizga 44' (k.) | 2:0(2:0)Raport | Wigry Suwałki | Stadion Nieciecza, Nieciecza Widzów: 950 Sędzia: Rafał Rokosz (Katowice) |
|                    |                                                                  |                |               |                                                                          |

| 20 maja 2015 17:00 | Widzew Łódź | 0:2(0:1)Raport | Pogoń Siedlce · 32' Djoussé · 70' Paczkowski | Byczyna Sędzia: Marek Opaliński (Legnica) |
|                    |             |                |                                              |                                           |

| 20 maja 2015 17:30 | Dolcan Ząbki · Świerblewski 29' · Grzelak 73' | 2:0(1:0)Raport | GKS Katowice | Stadion Dolcanu, Ząbki Sędzia: Mariusz Korpalski (Toruń) |
|                    |                                               |                |              |                                                          |

| 20 maja 2015 19:00 | Miedź Legnica · Kakoko 78' | 1:0(0:0)Raport | Bytovia Bytów | Stadion Miejski, Legnica Widzów: 1000 Sędzia: Robert Marciniak (Kraków) |
|                    |                            |                |               |                                                                         |

| 20 maja 2015 18:00 | Sandecja Nowy Sącz · Urban 11' (k.) | 1:1(1:0)Raport | Olimpia Grudziądz · 90' Rogalski | Stadion im. Ojca Władysława Augustynka, Nowy Sącz Sędzia: Dawid Bukowczan (Żywiec) |
|                    |                                     |                |                                  |                                                                                    |

| 20 maja 2015 18:30 | Arka Gdynia | 0:1(0:1)Raport | Zagłębie Lubin · 40' (k.) Guldan | Stadion GOSiR, Gdynia Widzów: 3087 Sędzia: Zbigniew Dobrynin (Łódź) |
|                    |             |                |                                  |                                                                     |

### 32. kolejka (23 maja – 24 maja)
|  | Wigry Suwałki | 3:0 wo. | Flota Świnoujście |  |
|  |               |         |                   |  |

|  | Zagłębie Lubin | 3:0 wo. | Widzew Łódź |  |
|  |                |         |             |  |

| 23 maja 2015 17:00 | Chrobry Głogów | 0:0Raport | Arka Gdynia | Stadion Chrobrego, Głogów Widzów: (bez udziału publiczności) Sędzia: Adam Lyczmański (Bydgoszcz) |
|                    |                |           |             |                                                                                                  |

| 23 maja 2015 17:00 | GKS Katowice · Goncerz 56', 83' (k.) · 80' Wołkowicz | 3:0(0:0)Raport | Sandecja Nowy Sącz | Stadion GKS, Katowice Widzów: 1227 Sędzia: Tomasz Marciniak (Płock) |
|                    |                                                      |                |                    |                                                                     |

| 23 maja 2015 17:00 | Olimpia Grudziądz · Kaczmarek 17' · Elsner 81' · Skórecki 90' | 3:1(1:0)Raport | GKS Tychy · 60' Stasiak | Stadion Miejski, Grudziądz Widzów: 662 Sędzia: Wojciech Krztoń (Olsztyn) |
|                    |                                                               |                |                         |                                                                          |

| 23 maja 2015 17:00 | Stomil Olsztyn · Kowal 50' | 1:3(0:0)Raport | Pogoń Siedlce · 54' Świerblewski · 67' Piesio · 83' Bajdur | Stadion OSiR, Olsztyn Widzów: 1253 Sędzia: Łukasz Bednarek (Koszalin) |
|                    |                            |                |                                                            |                                                                       |

| 24 maja 2015 12:30 | Bytovia Bytów · Surdykowski 31' (k.), 38' | 2:3(2:0)Raport | Termalica Bruk-Bet Nieciecza · 56' Jarecki · 58' Foszmańczyk · 77' Drozdowicz | Stadion MOSiR, Bytów Widzów: 627 Sędzia: Tomasz Wajda (Żywiec) |
|                    |                                           |                |                                                                               |                                                                |

| 24 maja 2015 17:00 | Pogoń Siedlce · Dziubiński 36' | 1:0(1:0)Raport | Miedź Legnica | Stadion ROSRRiT, Siedlce Widzów: 1714 Sędzia: Jarosław Rynkiewicz (Zielona Góra) |
|                    |                                |                |               |                                                                                  |

| 24 maja 2015 18:00 | Wisła Płock · Janus 90' | 1:1(0:0)Raport | Chojniczanka Chojnice · 52' Ma. Gancarczyk | Stadion im. Kazimierza Górskiego, Płock Widzów: 1540 Sędzia: Tomasz Radkiewicz (Łódź) |
|                    |                         |                |                                            |                                                                                       |

### 33. kolejka (30 maja)
|  | Flota Świnoujście | 0:3 wo. | Bytovia Bytów |  |
|  |                   |         |               |  |

| 30 maja 2015 16:00 | Arka Gdynia | 0:2(0:0)Raport | Olimpia Grudziądz · 57' Popovič · 88' Elsner | Stadion GOSiR, Gdynia Widzów: 3043 Sędzia: Dawid Bukowczan (Żywiec) |
|                    |             |                |                                              |                                                                     |

| 30 maja 2015 16:00 | Chojniczanka Chojnice · Grzelak 47' · Mikołajczak 83' (k.) | 2:3(0:2)Raport | Wigry Suwałki · 5' Adamek · 15' Zapolnik · 64' Biel | Stadion Miejski Chojniczanka, Chojnice Widzów: 1044 Sędzia: Marcin Szczerbowicz (Olsztyn) |
|                    |                                                            |                |                                                     |                                                                                           |

| 30 maja 2015 16:00 | GKS Tychy | 0:3(0:0)Raport | GKS Katowice · 53', 61', 80' (k.) Goncerz | Stadion Miejski, Jaworzno Widzów: 542 Sędzia: Piotr Lasyk (Bytom) |
|                    |           |                |                                           |                                                                   |

| 30 maja 2015 16:00 | Miedź Legnica | 0:1(0:0)Raport | Zagłębie Lubin · 57' Dąbrowski | Stadion Miejski, Legnica Widzów: 3062 Sędzia: Dominik Sulikowski (Gdańsk) |
|                    |               |                |                                |                                                                           |

| 30 maja 2015 16:00 | Termalica Bruk-Bet Nieciecza · Drozdowicz 40', 67' | 2:0(1:0)Raport | Pogoń Siedlce | Stadion Termalica Bruk-Bet Nieciecza, Nieciecza Widzów: 2000 Sędzia: Zbigniew Dobrynin (Łódź) |
|                    |                                                    |                |               |                                                                                               |

| 30 maja 2015 16:00 | Sandecja Nowy Sącz · Szarek 16' | 1:1(1:1)Raport | Dolcan Ząbki · 11' (k.) Tarnowski | Stadion MOSiR, Bytów Widzów: 304 Sędzia: Jacek Małyszek (Lublin) |
|                    |                                 |                |                                   |                                                                  |

| 30 maja 2015 16:00 | Widzew Łódź · Batrović 73' | 1:1(0:1)Raport | Chrobry Głogów · 23' Piotrowski | Byczyna Widzów: 224 Sędzia: Mateusz Złotnicki (Lublin) |
|                    |                            |                |                                 |                                                        |

| 30 maja 2015 16:00 | Wisła Płock · Janus 59' (k.) · Stefańczyk 74' | 2:2(0:0)Raport | Stomil Olsztyn · 63', 90' Trzeciakiewicz | Stadion im. Kazimierza Górskiego, Płock Widzów: 1500 Sędzia: Sebastian Krasny (Kraków) |
|                    |                                               |                |                                          |                                                                                        |

### 34. kolejka (6 czerwca)
|  | Pogoń Siedlce | 3:0 wo. | Flota Świnoujście |  |
|  |               |         |                   |  |

| 6 czerwca 2015 16:00 | Bytovia Bytów | 0:1(0:1)Raport | Chojniczanka Chojnice · 13' Ma. Gancarczyk | Stadion MOSiR, Bytów Widzów: 710 Sędzia: Rafał Rokosz (Katowice) |
|                      |               |                |                                            |                                                                  |

| 6 czerwca 2015 16:00 | Chrobry Głogów · Bednarski 54' · Michalec 75' · Lafrance 82' (sam.) | 3:1(0:0)Raport | Miedź Legnica · 90' Zatwarnicki | Stadion Chrobry, Głogów Widzów: 1255 Sędzia: Mirosław Górecki (Katowice) |
|                      |                                                                     |                |                                 |                                                                          |

| 6 czerwca 2015 16:00 | Dolcan Ząbki · Bajdur 5' · Tarnowski 44' (k.) | 2:1(1:1)Raport | GKS Tychy · 38' (k.) Wodecki | Stadion Dolcanu, Ząbki Widzów: 800 Sędzia: Jarosław Przybył (Kluczbork) |
|                      |                                               |                |                              |                                                                         |

| 6 czerwca 2015 16:00 | GKS Katowice | 0:0Raport | Arka Gdynia | Stadion GKS, Katowice Widzów: 1900 Sędzia: Marek Opaliński (Legnica) |
|                      |              |           |             |                                                                      |

| 6 czerwca 2015 16:00 | Olimpia Grudziądz · Elsner 61' | 1:1(0:1)Raport | Pogoń Siedlce · 42' Batrović | Stadion Miejski, Grudziądz Widzów: 3300 Sędzia: Łukasz Bednarek (Koszalin) |
|                      |                                |                |                              |                                                                            |

| 6 czerwca 2015 16:00 | Stomil Olsztyn · Wełna 50' · Meschia 69' | 2:2(0:1)Raport | Sandecja Nowy Sącz · 5' Bębenek · 90' (k.) Sobotka | Stadion Miejski, Ostróda Widzów: 1200 Sędzia: Jarosław Rynkiewicz (Zielona Góra) |
|                      |                                          |                |                                                    |                                                                                  |

| 6 czerwca 2015 16:00 | Wigry Suwałki · Kopczyński 60' | 1:2(0:0)Raport | Wisła Płock · 67' Iliew · 80' Darmochwał | Stadion Miejski, Suwałki Widzów: 2107 Sędzia: Piotr Idzik (Poznań) |
|                      |                                |                |                                          |                                                                    |

| 6 czerwca 2015 16:00 | Zagłębie Lubin · Papadopulos 90' | 1:1(0:1)Raport | Termalica Bruk-Bet Nieciecza · 31' Pleva | Stadion Zagłębia, Lubin Widzów: 8547 Sędzia: Tomasz Wajda (Żywiec) |
|                      |                                  |                |                                          |                                                                    |